# Alt-Saarbrücken

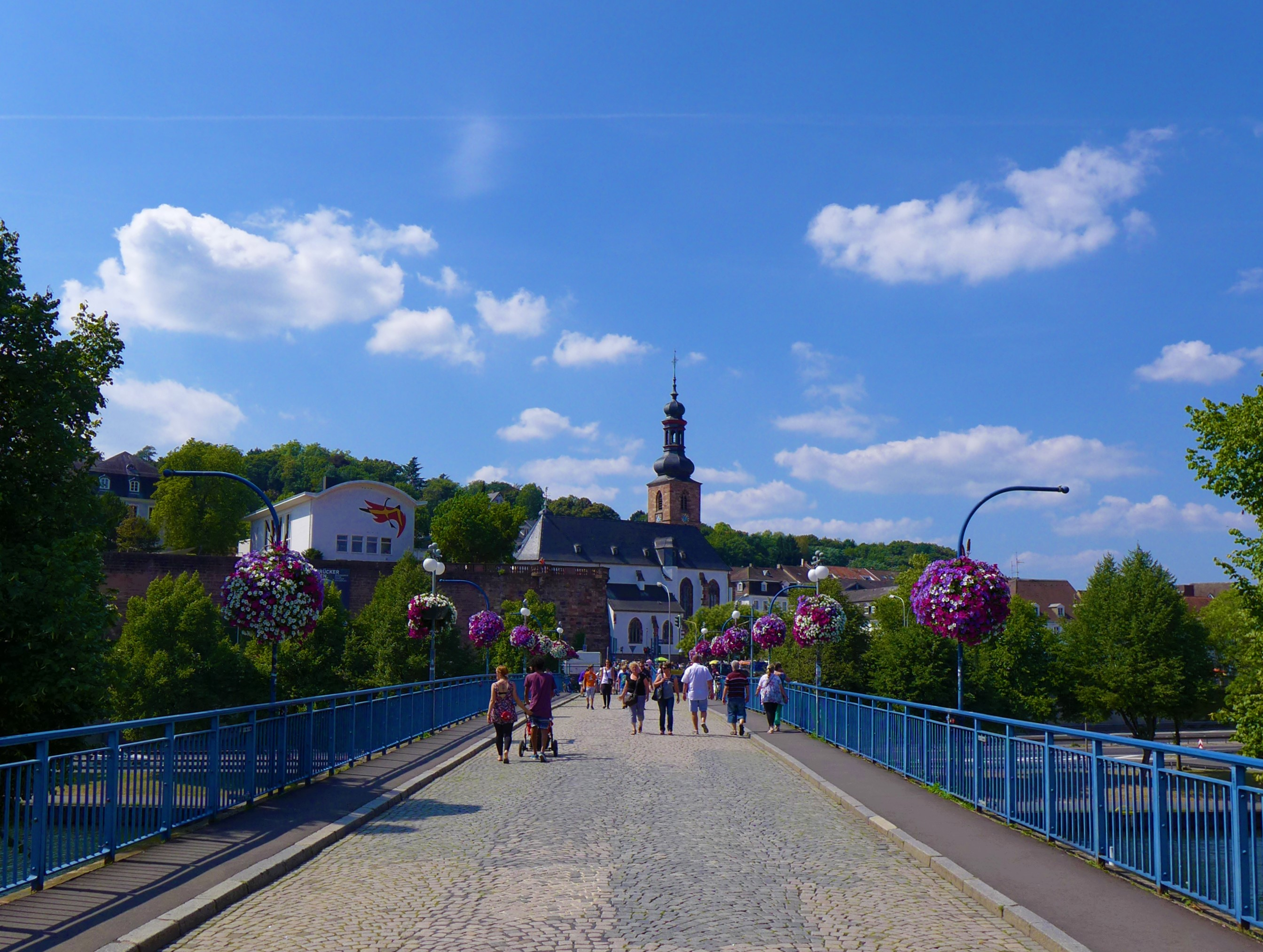
Blick von St. Johann über die Alte Brücke nach Alt-Saarbrücken mit Schlossfelsen und Schlosskirche

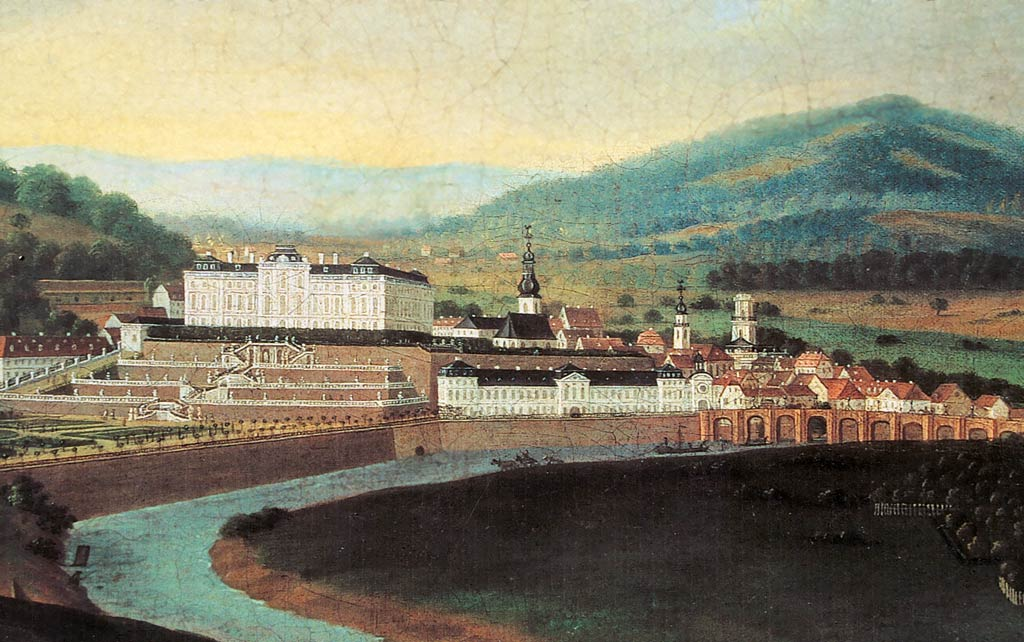
Die damalige Stadt Saarbrücken, heute Stadtteil Alt-Saarbrücken, um 1770

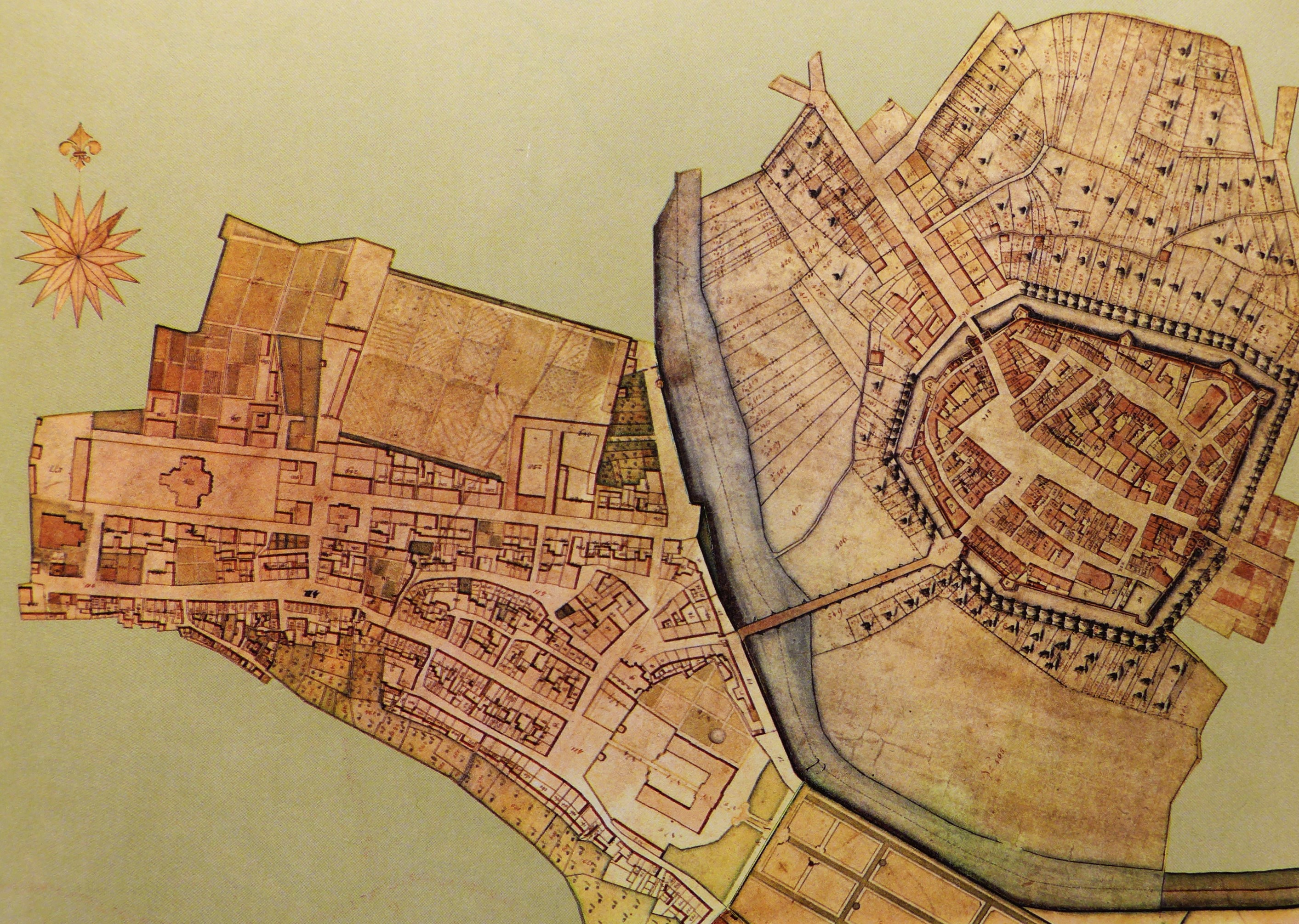
Ausschnitt aus dem Geometrischen Grundriss St. Johann 1776/1778 und dem Geometrischen Grundriss Saarbrücken 1780/1782 (Stadtarchiv Saarbrücken)

Alt-Saarbrücken ist ein Stadtteil von Saarbrücken. Die Burg-Siedlung Saarbrücken wurde im Jahr 1322 zur Stadt erhoben. Am 1. April 1909 wurde die Stadtgemeinde Saarbrücken mit den bis dahin selbständigen Nachbarstädten St. Johann an der Saar und Malstatt-Burbach zu einer Stadt mit dem gemeinsamen Namen Saarbrücken vereinigt. Um das ursprüngliche Saarbrücker Stadtgebiet von der neu gegründeten Großstadt Saarbrücken zu unterscheiden, benennt man es heute mit Alt-Saarbrücken. Zentrum und Verwaltungssitz der heutigen Landeshauptstadt Saarbrücken befinden sich in St. Johann. In Alt-Saarbrücken befindet sich der Verwaltungssitz des Regionalverbandes Saarbrücken.

## Geschichte

### Mittelalter
Saarbrücken entstand ohne erkennbare Kontinuität zu gallo-römischen Siedlungen des Saartales. Die auf dem am linken Steilhang der Saar vermutlich schon um das Jahr 850 errichtete Burg wurde in einer Schenkungsurkunde Kaiser Ottos III. vom 14. April 999 erstmals als Königsburg „castellum Sarabrucca“ erwähnt, die dem Metzer Bischof Adalbero II. geschenkt wurde. König Heinrich IV. bestätigte in einer Urkunde vom 3. April 1065 die Vergabe der Burg Saarbrücken an den Bischof von Metz, Adalbero III. von Luxemburg. Nach zeitweiligem Besitz Herzog Friedrichs von Niederlothringen wurde die Saarbrücker Burg im Jahr 1065 dem Bischof von Metz restituiert. Gegen Ende des 11. Jahrhunderts, vermutlich im Zeitraum der Jahre 1085/1088, belehnte vermutlich der Metzer Bischof Bruno von Calw die Saargaugrafen mit der Saarbrücker Burg. Seit dem Jahr 1118 bzw. 1123 benannten sich die Saargaugrafen nach der Burg „Grafen von Saarbrücken“. Die älteste Siedlung lag südlich der der Saar abgewandten Seite der Burg im sogenannten „Tal“.
Auf Befehl Kaiser Friedrich I. („Barbarossa“) wurde die Saarbrücker Burg im Jahr 1168 teilweise zerstört. Der Grund für diese Maßnahme ist bis heute unbekannt. Danach wurde die Burganlage neu aufgebaut und nach dem Jahr 1171 entstand eine kleine Siedlung mit leiterartigem Grundriss westlich der Burg auf gleichem Höhenniveau wie diese, in der sich Burgmannen, Händler und Schutzsuchende ansiedelten.
Saarbrücken wurde bald Hauptort der Grafschaft und entwickelte sich zur größten Territorialstadt zwischen Kaiserslautern, Trier, Metz und Saarburg in Lothringen. Begünstigt war Saarbrücken durch die Lage an der Kreuzung einer Straße von der Île-de-France über Verdun-Metz zum Oberrhein und weiter ins Rhein-Main-Dreieck mit dem seit Ende des 13. Jahrhunderts frequentierten Handelsweg von Oberitalien nach Flandern durch das Saartal (Flandrisch-Lampartische Straße).
Im Jahr 1227 wurde durch Simon III. die Deutschordenskommende St. Elisabeth gegründet, die karitative Aufgaben und beschränkte Gerichtsbarkeit erhielt und in den nachfolgenden Generationen zu beträchtlichem Ansehen und Einfluss gelangte. Die im 13. Jahrhundert als Krankenstation gebaute Kapelle gilt als das älteste noch bestehende mittelalterliche Gebäude Saarbrückens.
Um ca. 1250–1270 wurde der Saarübergang von St. Arnual ins heutige Stadtzentrum verlegt. Eine Fährverbindung zwischen Saarbrücken und der Nachbarsiedlung St. Johann gewährleistete den Transport von Ufer zu Ufer. Die Öffnung des Gotthardpasses nach 1220 führte zu einem Anwachsen des Süd-Nord-Handelsverkehrs, der eine wichtige Route über Saarbrücken nahm.
Nach dem Jahr 1261 wurde an der Stelle der heutigen Schlosskirche mit dem Bau der St.-Nikolaus-Kapelle begonnen.

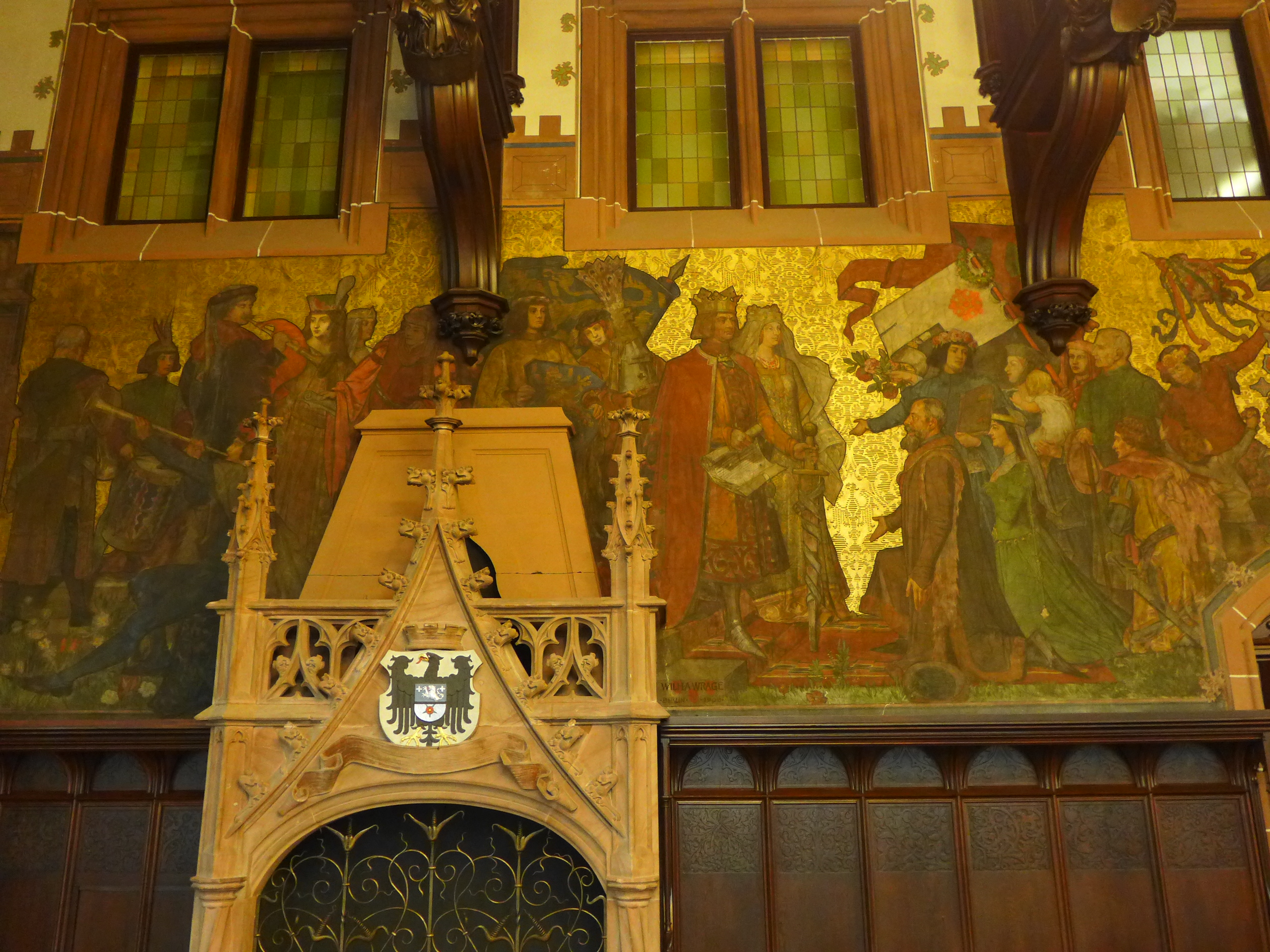
Rathaus St. Johann, Festsaal, Gemäldeausschnitt „Die Übergabe des Freiheitsbriefes im Jahr 1322“

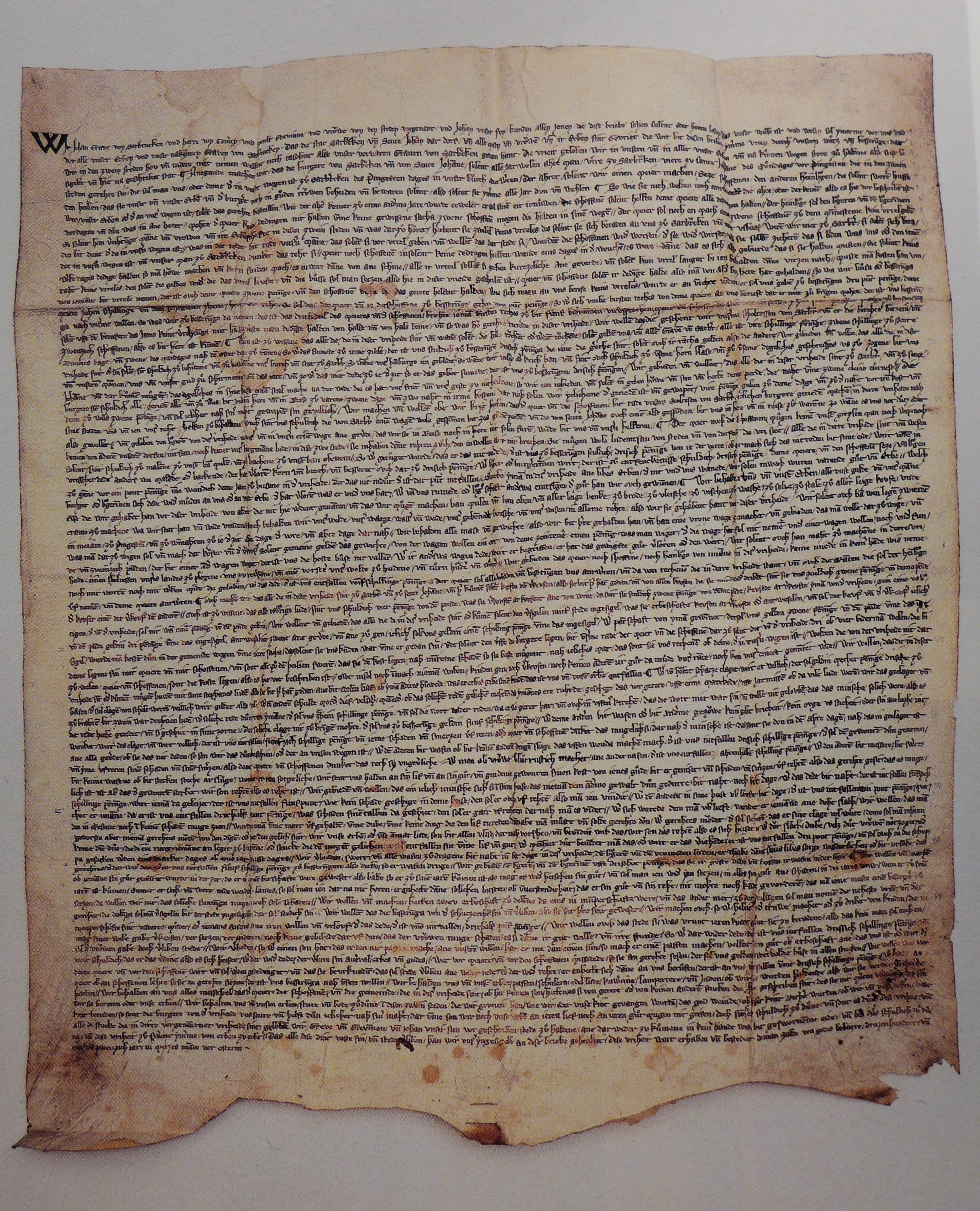
Freiheitsbrief des Grafen Johann I. von Saarbrücken-Commercy für Saarbrücken und St. Johann aus dem März 1322, Pergamentblatt, 57,5 cm × 68 cm (Stadtarchiv Saarbrücken)

Graf Johann I. von Saarbrücken-Commercy verlieh im Jahr 1322 Saarbrücken (dem heutigen Stadtteil Alt-Saarbrücken) und St. Johann in einem Freiheitsbrief das Stadtrecht. Städtische Funktionen beweist die Erwähnung der Stadtbefestigung im Jahr 1227, für das Jahr 1271 am Orte als ansässig belegte lombardische Geldverleiher, die Organisation der Saarbrücker Handwerker in Zünften vor dem Jahr 1412 und die Abhaltung von zunächst einem, seit dem frühen 15. Jahrhundert von vier Jahrmärkten.
Während des ganzen Mittelalters war Saarbrücken keine eigene Pfarrei, sondern wurde seelsorglich durch das Stift St. Arnual betreut, das drei Kilometer saaraufwärts lag.
Im Jahr 1353 fiel Saarbrücken an das Haus Nassau (Walramische Linie), in dessen Besitz Stadt und Grafschaft bis zur Französischen Revolution und zum Wiener Kongress blieben. König Wenzel der Faule verlieh im Jahr 1398 das Münzrecht an den Saarbrücker Grafen Philipp I. von Nassau-Saarbrücken-Weilburg. Die Saarbrücker Handwerker organisierten sich vor 1412 in Zünften. Die Saarbrücker Gräfin Elisabeth von Lothringen wurde in der ersten Hälfte des 15. Jahrhunderts zur Wegbereiterin des Prosaromans in frühneuhochdeutscher Sprache. Sie veranlasste um 1437 die Übersetzung und Bearbeitung von vier französischen höfischen Romanen (Chanson de geste): „Herpin“, „Sibille“, „Loher und Maller“ und „Huge Scheppel“.

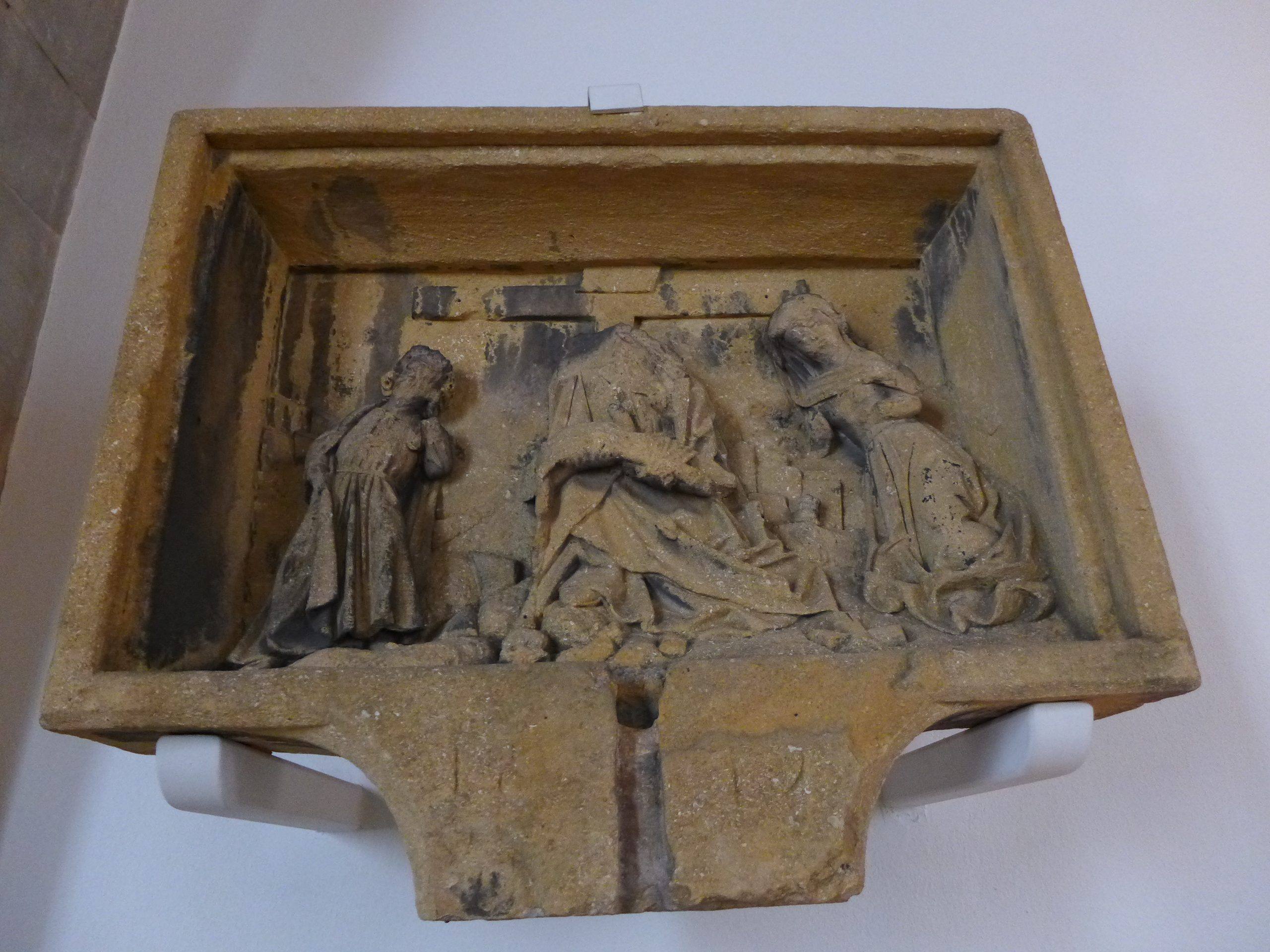
Saarbrücken, Fragment eines spätmittelalterlichen Kreuzweges, Beweinung Christi, heute in der Saarbrücker Schlosskirche

Im Jahr 1459 wurde eine neue Befestigung der Burg durch den Grafen Johann III. begonnen und die Burgkapelle in den folgenden Jahren verlegt. Ab dem Jahr 1462 führte das Saarbrücker Stadtgericht ein eigenes Siegel. Dieses Siegel ist bis heute ein Bestandteil des Saarbrücker Stadtwappens.
Ab ca. 1470–1480 wurde die alte Nikolauskapelle in Saarbrücken durch die heutige spätgotische Schlosskirche ersetzt. Vermutlich auf Veranlassung Kaiser Karls V. wurde der Bau der heutigen Alten Brücke über die Saar durch Graf Philipp II. in den Jahren 1546–1548 begonnen. Ab dieser Zeit begann in der Grafschaft Saarbrücken die Ausbreitung reformatorischen Gedankengutes ausgehend vom St. Arnualer Kollegiatstift, das im Jahr 1569 aufgelöst wurde.

### Reformation und frühe Neuzeit

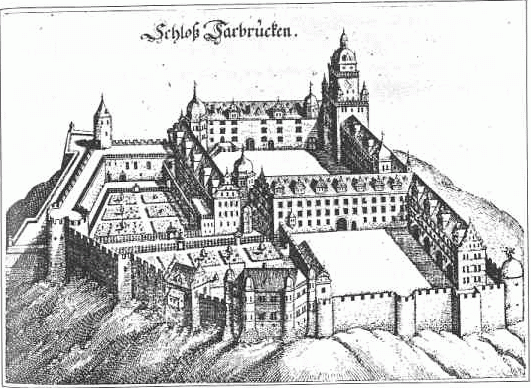
Renaissanceschloss Saarbrücken

Im Jahr 1574 fiel die Grafschaft Nassau-Saarbrücken durch Erbfall an Graf Philipp III., der die Reformation nach lutherischem Bekenntnis einführte. Im Jahr 1577 wurde im Burgbereich mit dem Bau des gräflichen Sommerhauses an der Schlossmauer über der Saar begonnen. Die mittelalterliche Burg wurde in den Jahren 1602–1617 durch den Baumeister Kempter von Vic zu einem Renaissanceschloss umgestaltet. Das heutige Ludwigsgymnasium wurde im Jahr 1604 gegründet. Das Stift Sankt Arnual hatte bereits im Jahr 1223 eine Stiftsschule unterhalten. Nach der Auflösung des Stiftes im Jahr 1569 und der Einführung der Reformation im Jahr 1575 bildete Philipp III. von Nassau-Saarbrücken daraus im 16. Jahrhundert eine Lateinschule. Im Jahr 1604 gründete Graf Ludwig II. von Nassau-Saarbrücken schließlich als Bildungszentrum für Nassau-Saarbrücken ein Gymnasium, welches durch die Einkünfte des Stifts St. Arnual finanziert wurde.

### Dreißigjähriger Krieg
Im Dreißigjährigen Krieg wurde Saarbrücken verwüstet. Im Jahr 1627 kam es zur ersten schweren Kriegsheimsuchung in der Grafschaft. Die gräfliche Familie flüchtete im Jahr 1635 nach Metz. Durch den Ausbruch der Pest noch zusätzlich dezimiert, lebten im Jahr 1637 nur noch 70 Menschen in der zerstörten Stadt.

### Zerstörungen im Französisch-Niederländischen Krieg
Der französische König Ludwig XIV. ließ im Jahr 1677 im Französisch-Niederländischen Krieg Saarbrücken niederbrennen; bis auf acht Häuser wurde die gesamte Stadt zerstört. Schon kurz nach Ende des Krieges wurde Saarbrücken im Jahr 1680 als sogenannte Reunion dem Königreich Frankreich angegliedert, im Frieden von Rijswijk im Jahr 1697 jedoch wieder an das Heilige Römische Reich zurückgegeben.

### Prosperitätsphase im 18. Jahrhundert

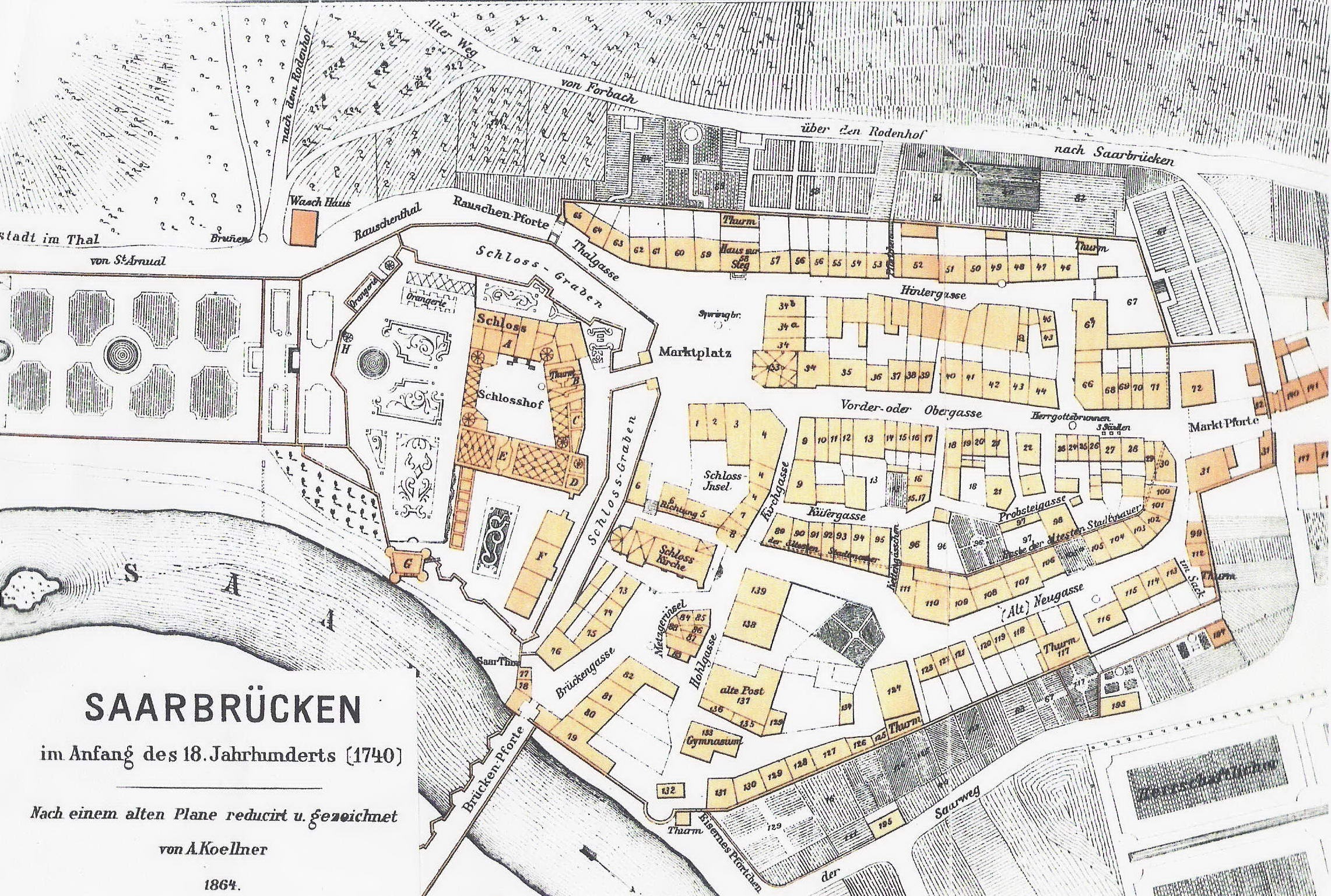
Stadtplan von Saarbrücken um 1740

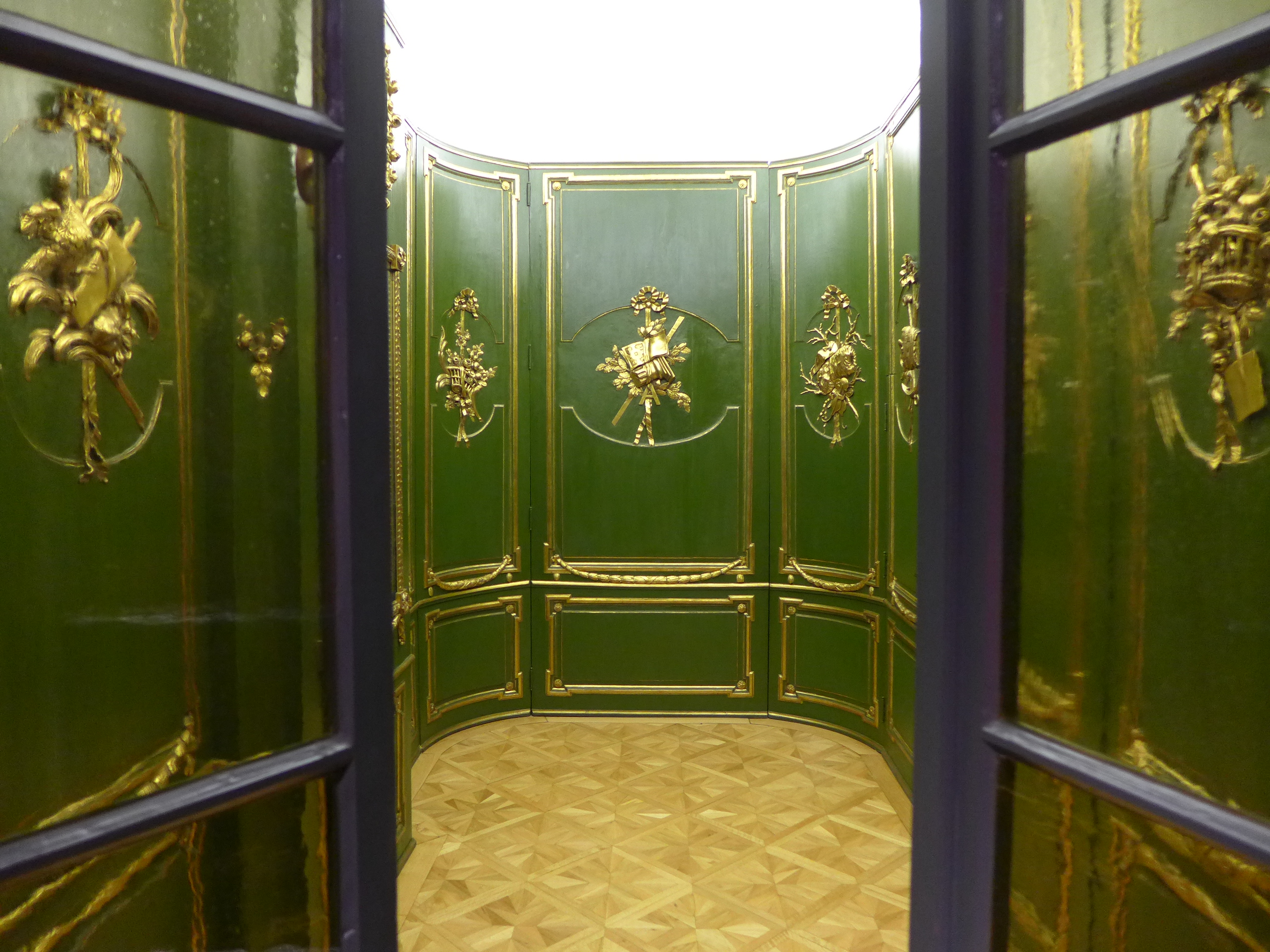
Blick durch das Fenster in das Grüne Kabinett der Katharina Kest (* 1757, † 1829, Reichsgräfin von Ottweiler, Herzogin von Dillingen, Katharina Kest war die Mätresse und später die morganatische Gemahlin des Fürsten Ludwig von Nassau-Saarbrücken), Zwölfteilige Vertäfelung, 1780–1795, ehemals im Palais der Katharina Kest in der Wilhelm-Heinrich-Straße, Eiche, Linde, Kiefer, Glas, Messing, Eisen, Öl, Leinwand, 316 × 236 × 483 cm, Saarlandmuseum

Nach dem Regierungsantritt Wilhelm Heinrichs im Jahr 1741 erlebte die Stadt einen bis dahin nicht gekannten wirtschaftlichen Aufschwung, Steinkohlegruben wurden verstaatlicht, Eisenschmelzen entstanden. Ferner entstanden das barocke Residenzschloss Saarbrücken, erbaut von Friedrich Joachim Stengel, und zahlreiche andere Bauten, die Saarbrücken in eine geschlossene Barockstadt mit zahlreichen Sichtachsen und barocken Straßenzügen verwandelten. Im Jahr 1775 wurde die Ludwigskirche vollendet, einer der bedeutendsten Barockbauten Deutschlands und Wahrzeichen der Stadt Saarbrücken. Die Errichtung des Saarkranen im Jahr 1762 dokumentierte den Aufschwung der Saarbrücker Kaufmannschaft. Unter der Herrschaft von Fürst Ludwig von Nassau-Saarbrücken wurde die fürstliche Residenz, das Saarbrücker Schloss, weiter ausgebaut.

### Französische Revolution und die Herrschaft Napoleons

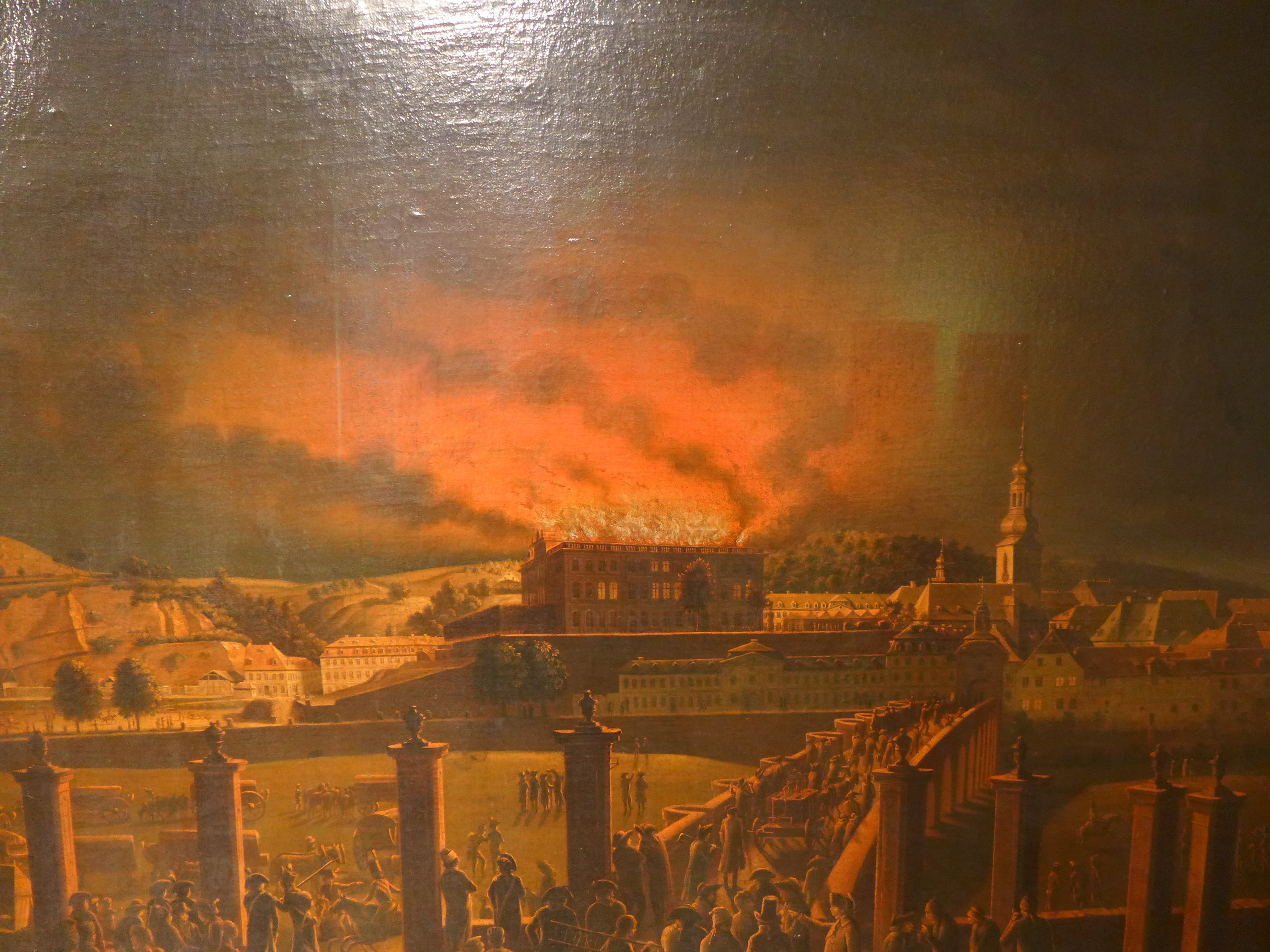
Johannes Friedrich Dryander: „Der Brand des Saarbrücker Schlosses am 7. Oktober 1793“; Dryander begann das Bild im Jahr 1795 und vollendete es am 23. Juni 1798; Im Vordergrund die Schmuckpfeiler des St. Johanner Saartores an der Alten Brücke; Neben dem brennenden Schloss kann man auch die Verwüstungen des Schlossgartens (links) feststellen, die durch die dort seit Monaten lagernden französischen Truppen hervorgerufen worden waren; Saarlandmuseum

Im Jahr 1792 wurde die Stadt von französischen Revolutionstruppen besetzt, die das Barockschloss plünderten und besetzten. In den darauf folgenden Kämpfen mit den preußischen Bundestruppen, in deren Reihen auch der Erbprinz Heinrich als Offizier diente, geriet das Schloss im Jahr 1793 in Brand und wurde teilweise zerstört. Vorher war die fürstliche Familie bereits in das rechtsrheinische Gebiet geflüchtet.
Durch den Frieden von Campo Formio im Jahr 1797 und den Friedensvertrag von Lunéville im Jahr 1801 kam Saarbrücken unter der Herrschaft Napoleon Bonapartes zu Frankreich. Bereits im Jahr 1798 wurden Saarbrücken und die Nachbarstadt St. Johann in das französische Département de la Sarre eingegliedert und die Stadtverwaltung (Mairie) nach französischem Vorbild umgestaltet.

### Übergang an das Königreich Preußen

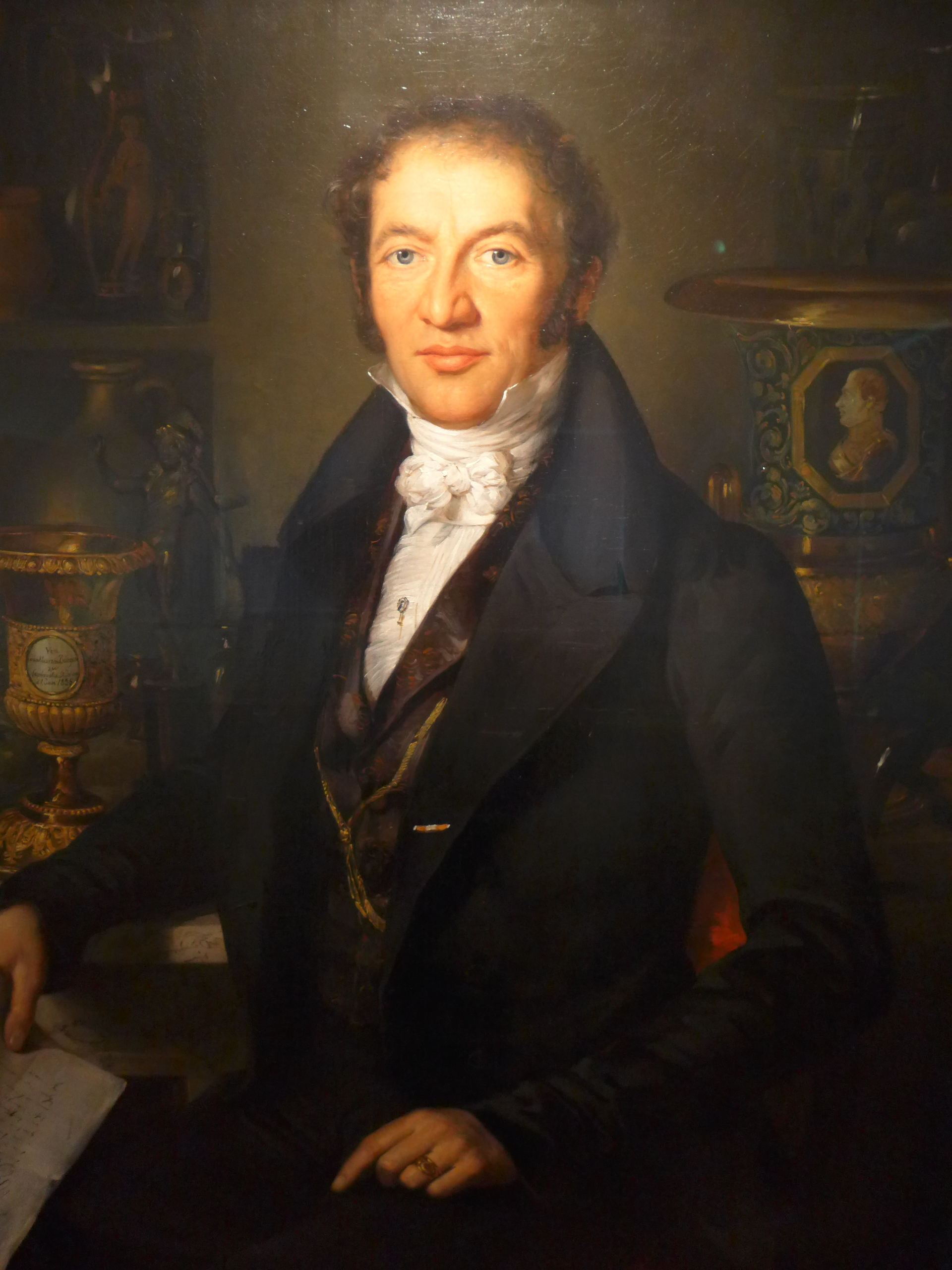
Heinrich Böcking (1785–1862, Saarbrücker Bürgermeister 1814, 1832–1838), Maler Louis Krevel (1801–1876), Saarbrücken, Saarlandmuseum

Nachdem Napoleon Bonaparte zur Abdankung gezwungen worden war, wurde mit dem Bourbonen Ludwig XVIII. der erste Pariser Frieden am 31. Mai 1814 geschlossen, laut dessen Bestimmungen Frankreich auf die Staatsgrenzen von 1792 beschränkt wurde. Ausnahme waren darin allerdings die Stadt Saarbrücken, die bei Frankreich verbleiben sollte.
Nach der Rückkehr Napoleons und dessen endgültiger Niederlage bei Waterloo am 18. Juni 1815 sowie seiner Verbannung auf die Insel St. Helena wurde im Zweiten Pariser Frieden Saarbrücken wieder von Frankreich abgetrennt und an das Königreich Preußen (Rheinprovinz) übergeben.
Dabei hatten mehrere Bittschriften von Kaufleuten aus Saarbrücken und St. Johann und eine Unterschriftenaktion unter Federführung des Saarbrücker Bürgermeisters Heinrich Böcking, die den Anschluss der Saarorte an das Königreich Preußen zum Ziel hatten, einen nicht unerheblichen Anteil.
Am 30. November 1815 erfolgte durch einen offiziellen Festakt der preußischen Regierung in der Saarbrücker Ludwigskirche die feierliche Besitzergreifung Saarbrückens im Auftrag König Friedrich Wilhelms III.
Im Raum Saarbrücken entstand die Bürgermeisterei Saarbrücken mit den Stadtgemeinden Saarbrücken und St. Johann sowie den Landgemeinden Malstatt, Burbach, Brebach und Rußhütte. Saarbrücken wurde Sitz eines Landkreises innerhalb des Regierungsbezirks Trier der Provinz Großherzogtum Niederrhein, die im Jahr 1822 in der Rheinprovinz aufging. Ein Bergamt wurde eingerichtet, das die staatlichen Kohlengruben in der Umgebung verwaltete. Im Jahr 1835 wurde das Landgericht Saarbrücken gegründet.
Verschiedene Bürgervereine nahmen an Petitionen und Demonstrationen im Rahmen der Revolution von 1848 teil. Demokratisch gesinnte Beamte wurden vom preußischen Obrigkeitsstaat gemaßregelt.

### Industrieller Aufschwung
Mit dem Bau des Bahnhofes in St. Johann in den Jahren 1850–1852 und dem damit erreichten Anschluss an das deutsche und französische Eisenbahnnetz wurde ein weitgreifendes Wirtschaftswachstum eingeleitet. Durch die Fertigstellung des Saar-Kohlen-Kanal im Jahr 1866 erhielt Saarbrücken den Anschluss an das französische Wasserstraßennetz.

### Deutsch-Französischer Krieg

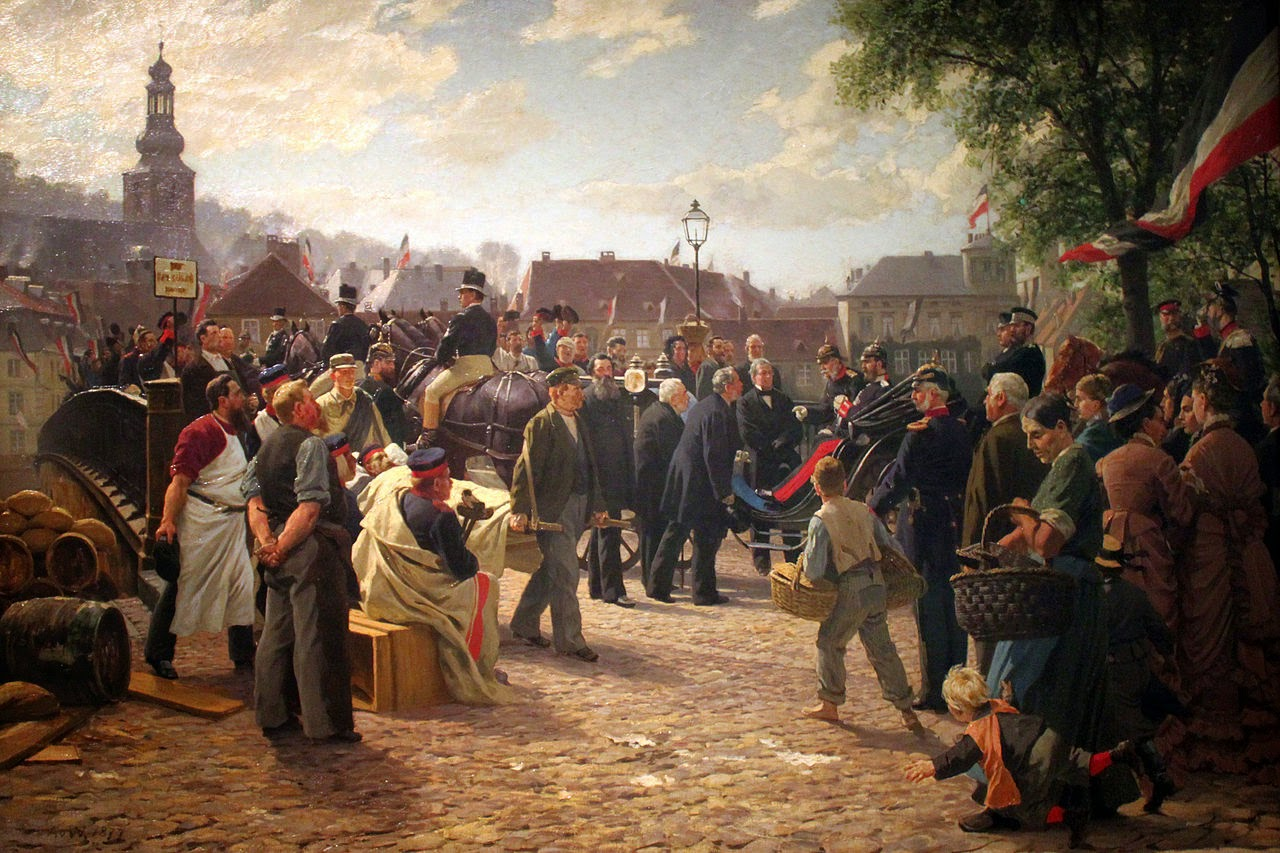
Anton von Werner, Farbskizze zum Saarbrücker Rathauszyklus „Ankunft König Wilhelms I. in Saarbrücken am 9. August 1870“ (Deutsches Historisches Museum, Berlin)

Am 2. August 1870 griff Frankreich Preußen an, der Deutsch-Französische Krieg wurde auch an der Saar eröffnet. Truppenteile der „Rheinarmee“ unter General Frossard nahmen das strategisch eher isolierte und nur von wenigen preußischen Truppen verteidigte Saarbrücken ein, bezogen dann aber Stellung auf den Höhen von Forbach und Spichern. Am 6. August 1870 trafen Vortruppen der deutschen 1. Armee ein die trotz Unterlegenheit angriffen, auch Teile der deutschen 2. Armee trafen am Nachmittag ein. Unmittelbar an der Stadtgrenze wurde die für beide Seiten mit großen Verlusten verbundene Schlacht bei Spichern ausgefochten, wobei über 1000 Soldaten fielen, mehrere Tausend wurden verwundet, 2100 Franzosen wurden gefangen genommen. Im Rathaus von Saarbrücken, dem heutigen Alten Rathaus, wurde mit dem Saarbrücker Rathauszyklus Anton von Werners in Erinnerung an die Kriegsereignisse eine patriotische Gedenkstätte eingerichtet. Des Weiteren wurde das Winterbergdenkmal errichtet.

### Saarbrücken im Deutschen Kaiserreich
In der von Industrieunternehmen geprägten Stadt begann ein stürmisches Bevölkerungswachstum. Im Jahr 1897 wurde St. Arnual nach Saarbrücken eingemeindet, 1899 wurde Saarbrücken an das Sankt Johanner Straßenbahnnetz angeschlossen.
Durch einen Vertrag vom 5. Dezember 1908 wurden die selbständigen Städte Saarbrücken, St. Johann a.d. Saar und Malstatt-Burbach mit Wirkung vom 1. April 1909 zu einer Stadt mit dem Namen Saarbrücken vereinigt. Die bisherige Stadt Saarbrücken wird seitdem mit der Bezeichnung Alt-Saarbrücken geführt. Die neue Stadt Saarbrücken hatte bei ihrer Gründung etwa 105.000 Einwohner und war damit die fünftgrößte linksrheinische deutsche Großstadt. Gleichzeitig schied die Stadt Saarbrücken aus dem Landkreis Saarbrücken aus und wurde eine kreisfreie Stadt.

### Zweiter Weltkrieg und Wiederaufbau

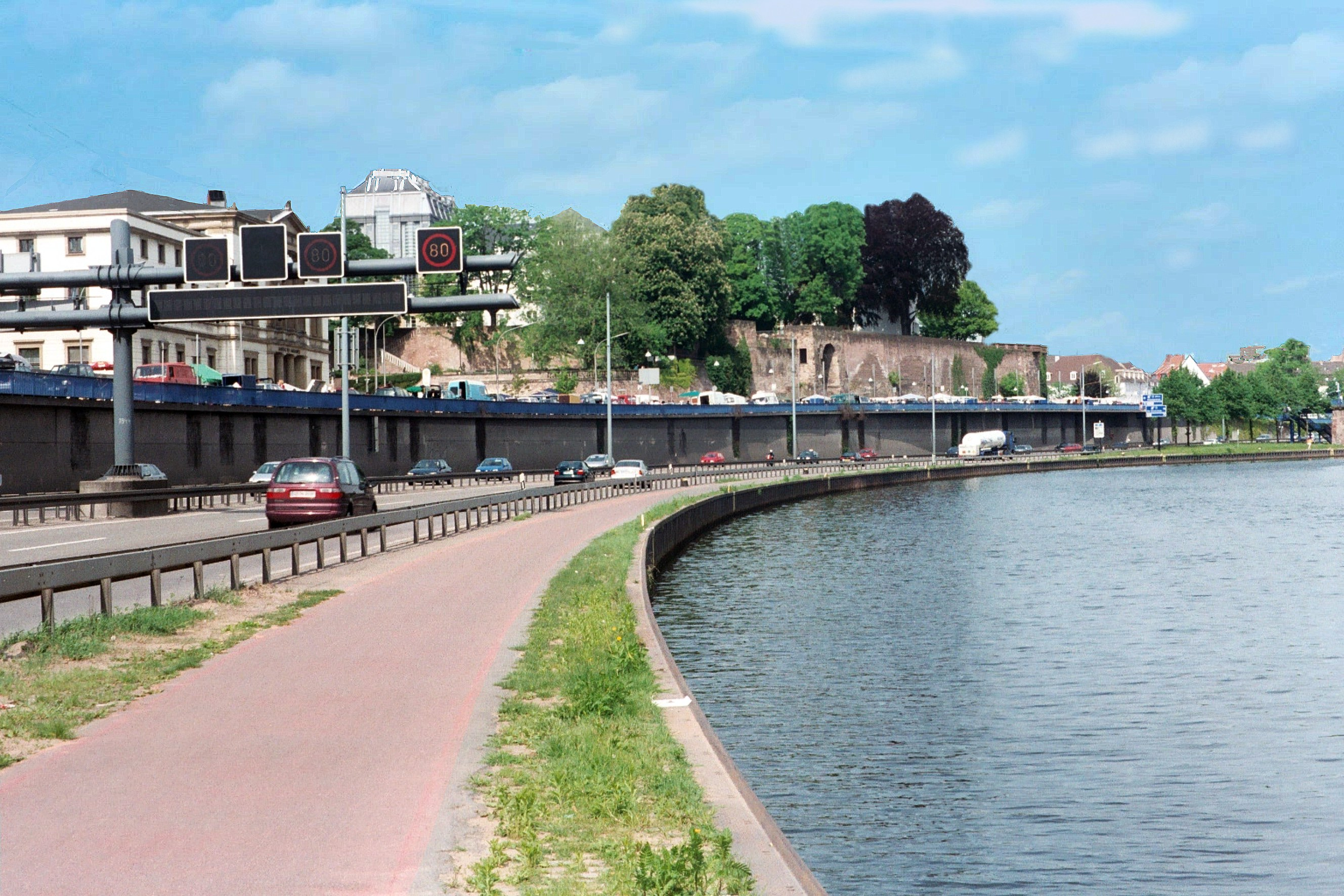
Saarbrücken, Stadtautobahn zwischen Saar und Schlossfelsen; Der Felsen war beim Bau der Autobahn um 17 m abgetragen und das Saarbett um einige Meter Richtung St. Johann verlegt worden.

Im Zweiten Weltkrieg wurde Saarbrücken flächendeckend bombardiert. Vollständig rekonstruiert wurden in der Nachkriegszeit nur wenige historische Bauten. Im Jahr 1965 wurde das Saarbrücker Straßenbahnnetz außer Betrieb genommen. Im Dezember 1963 wurde die am Saarufer gebaute Stadtautobahn eröffnet, der am Saarufer zahlreiche Bauten zum Opfer fielen, die die Bombardements des Krieges überstanden hatten, darunter das Oberamtshaus an der Schlossmauer und die den Neumarkt sowie den Platz vor der Schlosskirche zur Saar hin abschließenden Häuserzeilen. Die ehemalige rechteckige Platzanlage des Neumarktes, dem bis dahin eine vergleichbare Funktion für Alt-Saarbrücken zukam wie der St. Johanner Markt auf der gegenüberliegenden Saarseite, ist seitdem als solcher nicht mehr zu erkennen und wird durch die viel befahrene Wilhelm-Heinrich-Brücke geprägt. Im Rahmen des Projekts Stadtmitte am Fluss war vorgesehen, die Stadtautobahn in einen Tunnel zu verlegen, die abgerissenen Quartiere wieder zu bebauen und durch die Anlage von Parks am Saarufer wieder mehr Lebensqualität zu ermöglichen. Während auf der St. Johanner Seite die Baumaßnahmen im Rahmen von Teilprojekten größtenteils umgesetzt werden konnten (z. B. die Berliner Promenade), sind die Planungen auf der Alt-Saarbrücker Seite seit einigen Jahren aus Kostengründen ausgesetzt.

## Bevölkerung
Alt-Saarbrücken hatte am 31. Dezember 2020 insgesamt 19.966 Einwohner.

## Stadtmeier/Bürgermeister
Liste der bekannten Stadtmeier (eine einem Bürgermeister vergleichbare Position, die in Saarbrücken bis zur französischen Revolution üblich war) und Bürgermeister seit dem Ende des Mittelalters bis zur Städtevereinigung im Jahr 1909
(Die Stadtmeier standen in der Regel für die Dauer von einem Jahr an der Spitze der Stadtgemeinde).
15. Jahrhundert
| - 1431 Clesgin Kibeler - 1463 Hans Kursener - 1465 Hans Gelen | - 1465 Hans Biese - 1498 Heinrich von Brebach |  |

16. Jahrhundert
| - 1525 Peter Kieffer - 1531 Hans Bock - 1535 Konrad Schnider - 1543 Heinrich Weber - 1543 Niclas Furst - 1550 Dietrich Tuchscherer (vermutlich mehrjährig) - 1574 Hans Weber - 1576 Hans Jakob - 1577 Hans Schwarz - 1579 Niklas Pfeil Goldschmied - 1580 Niklas Schumacher | - 1581 Sonntag (im Sack) - 1582 Paulus Krein - 1586 Hans Heinrich Wollenweber - 1589 Hans Kürsner - 1590 Hans Poweier - 1591 Wilhelm Pfeilstücker - 1592 Werner Kremer - 1593 Hans Rotfux - 1594 Hans Rotfux - 1595/96 Matthias Stumpf - 1597 Joachim Keller, Mathias Fürst Notmayer - 1598/99 Georg Reuter |  |

17. Jahrhundert
| - 1600 Heinrich Hutmacher - 1601 Jakob Schwan - 1602 Johann Friedrich Pfeiffer - 1603 Georg Greß - 1604 Marx Seitz Bäcker - 1605 Hans Denninger - 1606 Matthias Dolbier - 1607 Mathes Fürst - 1608 Peter Esser - 1609 Hermann Koch - 1610 Hans Gutfreund - 1611 Sebastian Hoffmann - 1612 Valentin Meiger - 1613 Hans Georg Wagner Goldschmied, wurde Silberknecht im Schloss - 1613/14 Jakob Köhn Schreiner, wurde nachgewählt - 1615 Martin Hohenstein - 1616 Johannes Ast - 1617 Sonntag Burck - 1618 Georg Pfeilstücker - 1620 Andreas Hoffmann - 1621 Hans Dehninger - 1622 Hans Führer Schuhmacher - 1623 Johann Jakob Seitz Bäcker an der Saarpforte - 1624 Philipp Ludwig Scheffler Metzger - 1625 Bartholomäus Sauer Schneider - 1626 Lamprecht Pistori Seiler - 1627 Hans Fürst Metzger - 1628 Hans Thomas Bruch Wollweber - 1629 Samuel Bruch der Ältere Metzger - 1630 Stephan Fink Schneider - 1631 Paul Marin Hosenstricker - 1632 Hans Bernhard Löw Drechsler und Gasthalter im Tal | - 1633 Johann Ulrich Ratwirt - 1634 Johann Gebhard Zillissen Gasthalter Zum Weißen Ross - 1635 Jakob Pflug Bäcker in der Vorstadt – Seyfried Buchholz Posamentier, ausgewichen nach St. Nabor - 1636 Barthel Silbereisen Waffenschmied im Tal - 1637 Hans Peter Karcher Hutmacher - 1638 Hans Jakob Krieger Bäcker - 1639 Johannes Keller Gerber im Tal - 1640 Hans Jakob Krieger Bäcker - 1642 Johann Lohren Barbier - 1643 Hermann Beilstein Schreiner in der Neugasse - 1644 Niklas Conrad Metzger in der Hintergasse - 1645 Leonhard Blum Schuhmacher - 1646 Samuel Bruch Wadgassischer Propst, Handelsmann - 1647 Hans Sebastian Mettel Metzger - 1648 Matthias Kurz Biermacher in der Vorstadt - 1650 Hans Jörg Schluckert Schuhmacher - 1651 Barthel Bintel Kürschner im Tal - 1652 Hans Peter Ulrich Schneider - 1654 Mathias Kleber Pastetenbäcker - 1655 Ferdinand Alexander Beilstein - 1657 Nikolaus Becker Bäcker in der Vordergasse - 1658 Johann Andreas Becherer Trompeter in der Vorstadt - 1659 Hans Bernhard Fürst Metzger - 1660 Hans Mathes Lipp Wollweber - 1661 Nikolaus Weigrich Hosenstricker - 1662 Johann Höhr Schlosser - 1663 Samuel Bruch jun. Propst von Wadgassen (1627–1694) - 1664 Ludwig Nießer Schuhmacher - 1665 Johann Heinrich Kuhn Apotheker - 1666 Anton Scherer Schneider bei dem Herrgottsbrunnen in der Vordergasse (Schlossstraße) - 1667 Michael Hietz Handelsmann und Wirt | - 1668 Leonhard Diener Hosenstricker - 1669 Hans Georg Pflug Bäcker in der Vorstadt - 1670 Georg Philipp Wölflin Fähndrich, Gasthalter Zum Weißen Ross - 1671 Hans Balthasar Becker Bäcker in der Vordergasse - 1672 Hans Theobald Keller Gerber im Tal - 1673 David Mayer Wirt Zur Rose - 1674 Johannes Jott Schuhmacher auf dem Marktplatz (Schlossplatz) - 1675 Philipp Georg Wölflin - 1676 Hans Theobald Bruch Metzger - 1677 Hans Ulrich Blank Schlossmetzger in der Vordergasse, (musste entweichen) - 1678 Hans Jakob Beilstein Metzger - 1679 Johann Jakob Schlosser Wollweber - 1680 Johann Mathes Lipp Wollweber - 1681 Valentin Steeg Hufschmied - 1682 Johann Leonhard Hofmann Chirurgus - 1683 Hans Georg Pabst Weißgerber - 1684 Jakob Hetzhenn, von den Franzosen abgesetzt, an seiner Stelle Robert Locuti - 1685 Hans Martin Pflug Bäcker in der Vorstadt - 1686 Jakob Senner, von den Franzosen abgesetzt, an seiner Stelle Hans Philipp Schrapp Bäcker - 1687 Hans Kaspar Keller Schneider, konnte seinen Namen nicht schreiben - 1688/89 Hans Philipp Hofmann Barbier und Chirurg, 1690 Hofmeister - 1690 Hans Matthias Löw Schneider, später Gasthalter und Gerichtsschöffe - 1691 Hans Andreas Pflug Bäcker - 1692 Hans Velten Kleber Bäcker - 1693 Hans Jakob Weber Schmied - 1694–1697 französische Verwaltung - 1698 Hans Georg Bohrer Schuhmacher in der Vorstadt - 1699 Heinrich Andreas Sattler |  |

18. Jahrhundert
| - 1700 Bartholomäus Siebenpfeiffer Schneider - 1701 Hans Georg Rotsch Bäcker - 1702 Hans Stephan Meyer Küfer - 1703 Hans Leonhard Hirschfeld Leiendecker - 1704 Hans Bernhard Löw Hosenstricker - 1705 Hans Georg Pfeilstücker Handelsmann - 1706 Johann Bernhard Silbereisen Sattler - 1707 Jean Gachot Hutmacher - 1708 Hans Leonhard Sehmer Leineweber - 1709 Johann Georg Bäuerle Schlosser - 1710 Bartholomäus Löw Metzger - 1711 Johann Philipp Schrapp Bäcker - 1712 Johann Samuel Pfeilstücker Strumpfstricker - 1714 Johann Nikolaus Beilstein Metzger - 1715 Jean Desgranges - 1716/17 Johann Nikolaus Benz Schneider - 1718 Bernhard Mayer Bäcker - 1719 Johann Jakob Steeg Schuhmacher - 1720 Johann Nikolaus Pfeiffer Büchsenmacher - 1721 Johann Peter Steeg Schmied - 1722 Johann Matthias Löw Schuhmacher - 1723 Johann Kaspar Siebenpfeiffer Schneider - 1724 Adolf Bechthold Sattler - 1725 Theobald Steeg Schuhmacher - 1726 Bernhard Christian Kiesow Schneider - 1727 Mathes Pflug Bäcker - 1728 Johann Martin Immig Glaser - 1730 Theobald Bruch - 1731 Balthasar Schlosser Wollweber - 1732 Bernhard Trager - 1733 Leonhard Boltz Küfer - 1734 Hans Georg Bruch Metzger | - 1735 Anton Haldy Gasthalter - 1736 Karl Cornelius Steinhauer - 1737 Johann Jakob Listemann Sattler - 1738 Samuel Bruch Wollweber - 1739 Christian Desgranges Hutmacher - 1740 Johann Philipp Karcher - 1741 Philipp Siebenpfeifer Schneider - 1742 Johann Nikolaus Pabst, an seiner Stelle Georg Nikolaus Karcher Bäcker - 1744 Heinrich Stüttger Bäcker - 1746 Nikolaus Löw - 1747 Andreas Bersy Schneider - 1748/49 Philipp Haldy Bäcker und Gasthalter - 1750 Urban Brandt Schneider - 1751 Stephan Fürst Metzger - 1752 Philipp Andreas Pflug Wirt Zum Pflug - 1753 Theobald Kliebenstein Hufschmied - 1754 Leonhard Steeg Schneidermeister - 1755 Johann Jakob Pflug Gasthalter zur Stadt Metz - 1756 Georg Stephan Beilstein Metzger - 1757 Friedrich Haldy Gasthalter - 1758 Philipp Heinrich Sandel Schuhmacher - 1759 Leonhard Pflug Nagelschmied - 1761 Christian Haldy - 1762 Johann Friedrich Faber Leineweber - 1763 Georg Ludwig Wentzel Bäckermeister - 1764 Wilhelm Beilstein Metzgermeister - 1765 Georg Karl Höth - 1766 Georg Philipp Fritz Strumpfwirker - 1767 Kaspar Bruch Bäcker - 1768 Georg Kaspar Bechthold Schreinermeister - 1769 Karl Friedrich Weil Glasermeister | - 1770 Philipp Ludwig Köhl Gasthalter - 1771 Johann Theobald Bruch Bäckermeister - 1772 Konrad Karcher Gastwirt - 1773 Johann Jakob Lautemann Gastwirt auf dem Rathaus - 1774 Ludwig Bohrer Schuhmacher - 1775 Peter Schillinger Leineweber - 1776 Heinrich David Köster Schneidermeister - 1777 Adam Schwimmer Schneidermeister - 1778 Karl Mohr - 1779 Theobald Kliebenstein Hufschmied - 1780 Samuel Karl Zix - 1781 Jakob Bruch Schuhmachermeister - 1782 Ehrhardt Pfeilstücker Bäckermeister - 1783 Johann Anton Erich Schuhmachermeister - 1784 Georg Ludwig Sehmer Bäckermeister - 1785 Daniel Kuhn Gastwirt Zum Prinzen von Nassau - 1787 Johann Christoph Pitz Bäckermeister - 1788 Jakob Mühlenbacher Handelsmann - 1789 Wilhelm Jakob Mühlhaus - 1790 Georg Sehmer Leineweber - 1791 Johann Nikolaus Pfeilstücker Kupferschmied - 1792 Balthasar Blatter Bäckermeister - 1793 Johann Nikolaus Pabst Weißgerber - 1794 Johann Philipp Pflug Metzger - 1795 Johann Anton Haldy Gastwirt - 1796 Ludwig Zix Handelsmann - 1797 Anton Bentz Perückenmacher - 1798 Heinrich Müller - 1798 Kammerrat Johann Jacob Röchling, Präsident der Munizipalität - 1799 Louis Schmidtborn, Präsident der Munizipalität |  |

19. Jahrhundert
- 1800 Phillipp von Mandell, Maire
- 1804 Sebastian Bruch, Maire
- 1814 Heinrich Böcking, Oberbürgermeister – Heinrich Karcher (27. April), Oberbürgermeister – Karl Lauckhard Notar (19. Mai), Oberbürgermeister – Sebastian Bruch (9. Juli), Maire
- 1815 Charles Rupied, Maire – Alexander Zimmermann (23. Juli)  Gymnasialdirektor, Oberbürgermeister
- 1816 Friedrich Köllner Pfarrer in Malstatt, Oberbürgermeister
- 1823 Christian Quien, Bürgermeister
- 1832 Heinrich Böcking, Bürgermeister
- 1838 August Ludwig Reuther, Bürgermeister
- 1839 Friedrich Haldy, Bürgermeister
- 1843 Ludwig Wagner, Bürgermeister
- 1854 August Kromayer, Bürgermeister
- 1862 Karl Schmidtborn, Bürgermeister
- 1871 Julius Kiefer, Bürgermeister
- 1884 Friedrich Wilhelm Feldmann, Oberbürgermeister

20. Jahrhundert
- 1907 Paul Schmook, Bürgermeister von Malstatt-Burbach (kommissarisch)
- Am 1. April 1909 wurden die drei Saarstädte (Alt-)Saarbrücken (mit Sankt Arnual), Sankt Johann und Malstatt-Burbach zur Großstadt Saarbrücken vereinigt.

## Kirchen

Sakralgebäude
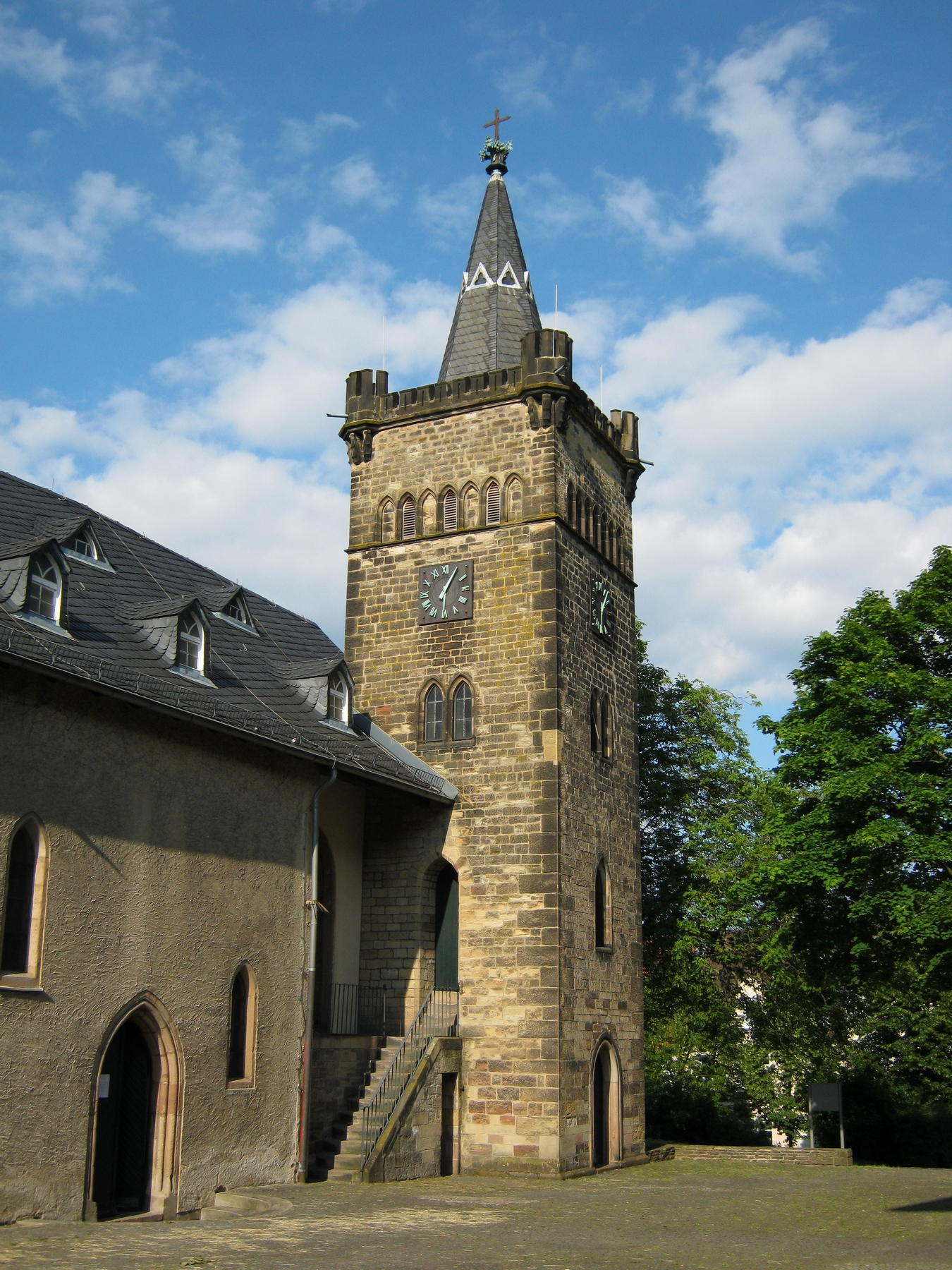
Deutschherrenkapelle der Kommende St. Elisabeth
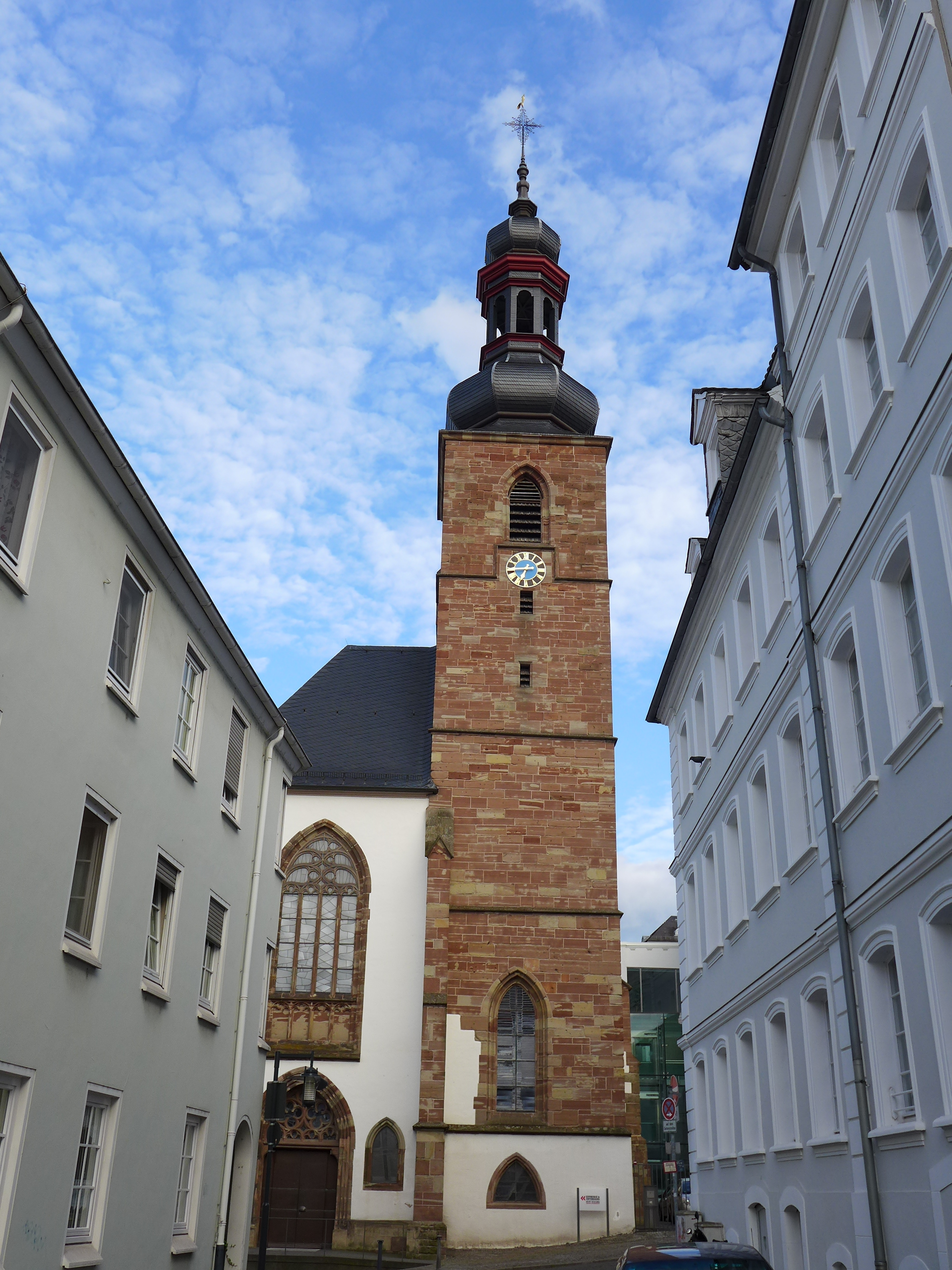
Schlosskirche Saarbrücken
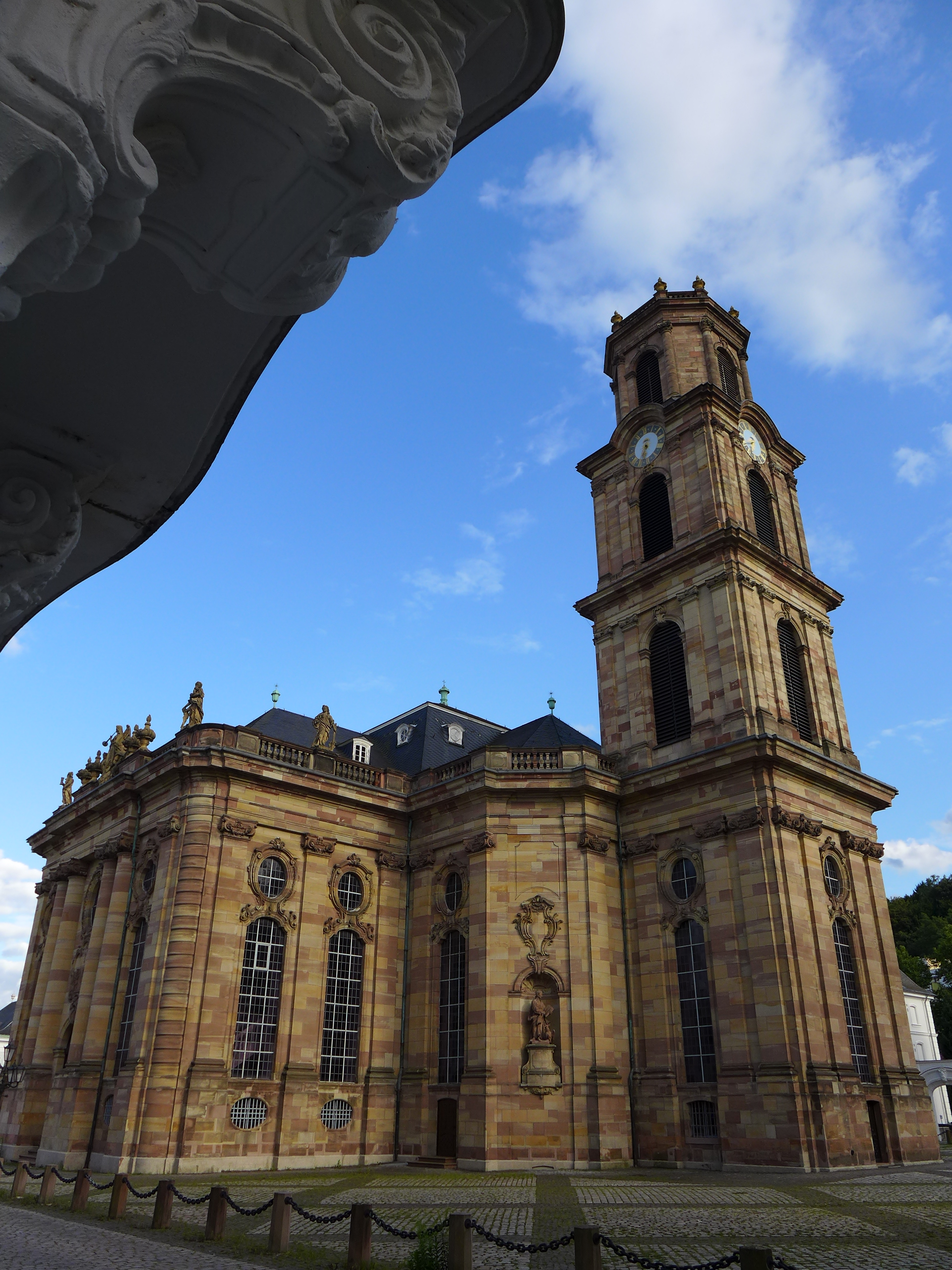
Ludwigskirche Saarbrücken
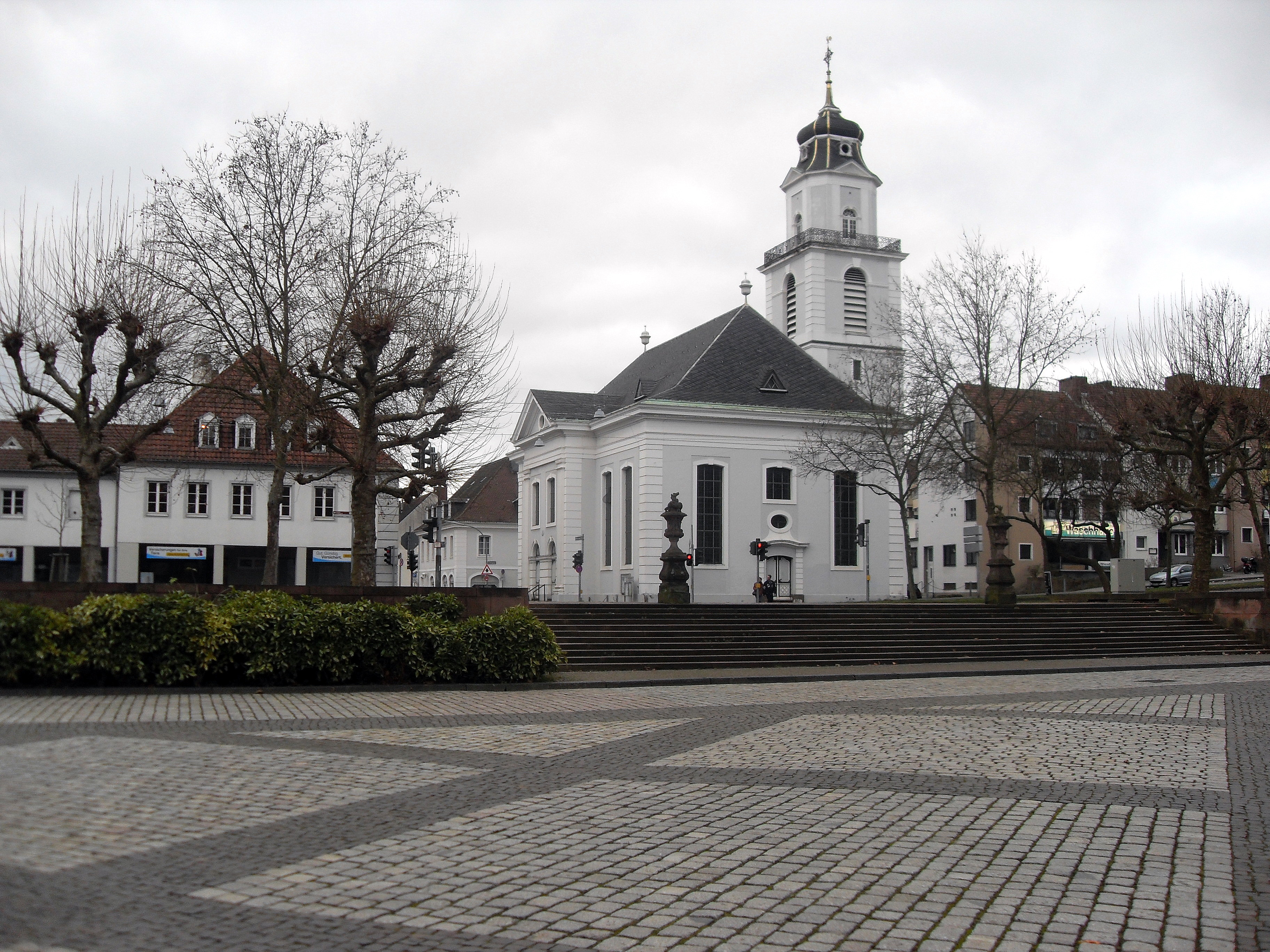
Friedenskirche
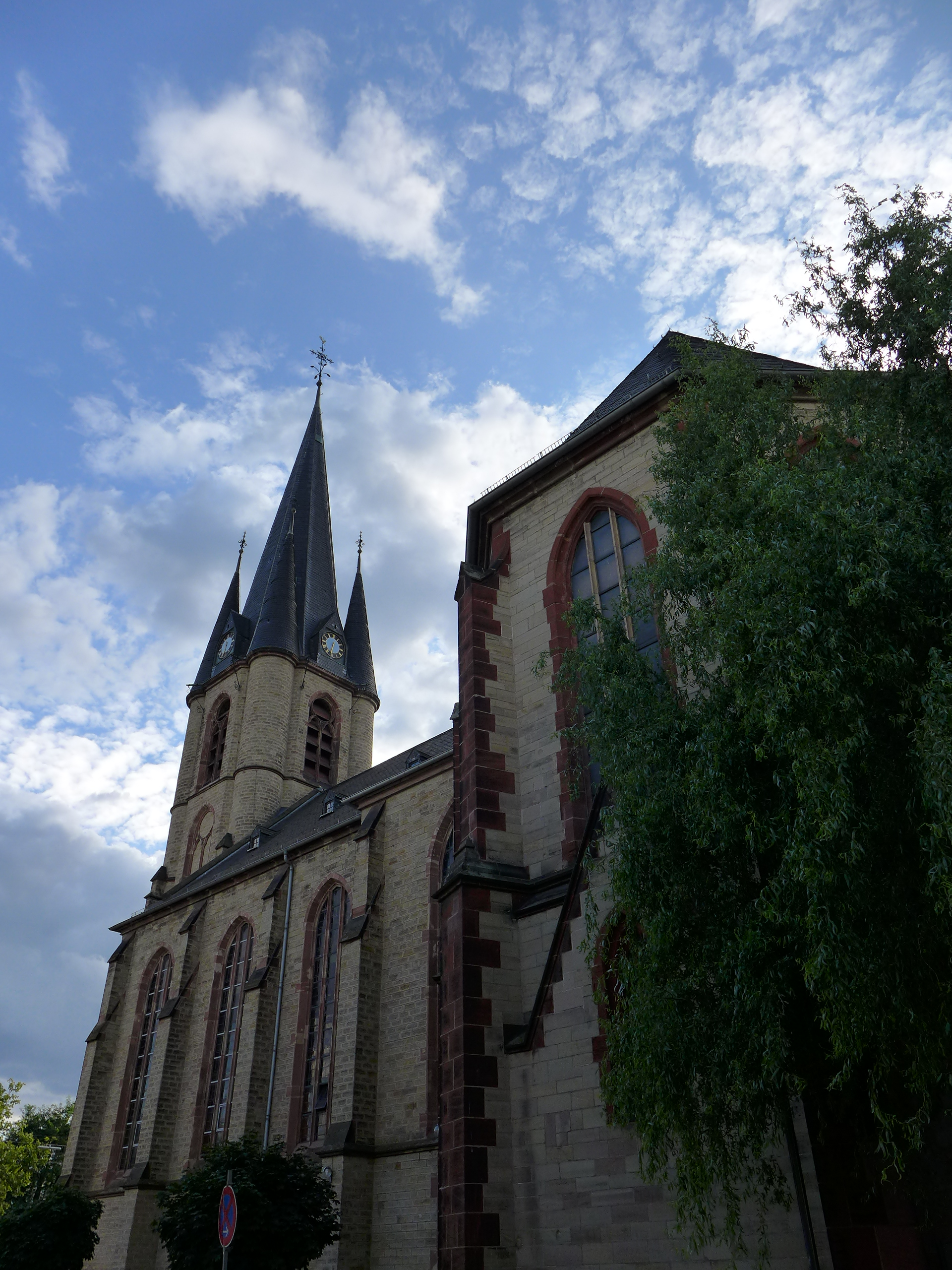
St. Jakob
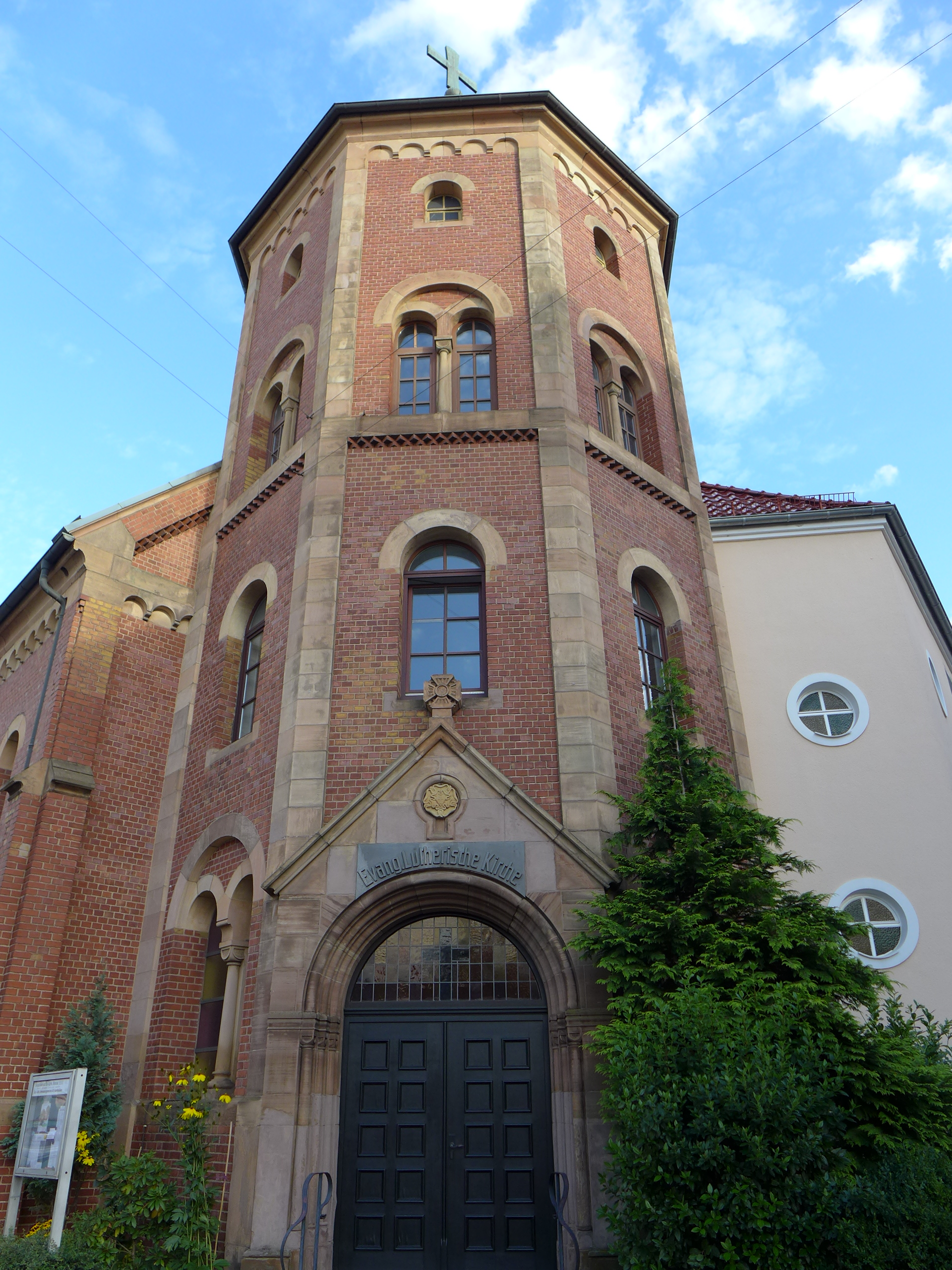
Immanuelkirche Saarbrücken

Gotik
- Deutschherrenkapelle (13. Jh.), älteste erhaltene Kirche der Stadt, heute im Besitz der Stadt Saarbrücken, die im ehemaligen Deutschordenskloster eine Jugendhilfeeinrichtung betreibt.
- Schlosskirche (spätgotisch, profanierte evangelische Kirche, jetzt als Museum im Eigentum der Stiftung Saarländischer Kulturbesitz), Farbverglasung von Georg Meistermann

Barock
- Ludwigskirche (evangelisch), Wahrzeichen der Stadt, 1762–1775 erbaut von Friedrich Joachim Stengel
- Friedenskirche (alt-katholisch / russisch-orthodox), 1743 als reformierte Kirche für hugenottische Glaubensflüchtlinge erbaut von Friedrich Joachim Stengel

Historismus
- St. Jakob (Saarbrücken), (katholisch), neogotisch
- Immanuelkirche (Saarbrücken) (evangelisch), neoromanisch

Moderne
- Notkirche Saarbrücken (evangelisch); in der Schweiz als Militärbaracke gebaut, 1946 Geschenk der amerikanisch-lutherischen Kirche, Restaurierung im Jahr 2008
- St. Mauritius Saarbrücken, erbaut von den Architekten Albert Dietz und Bernhard Grothe im Jahr 1956.

Die Kirche St. Mauritius wurde ab dem Jahr 1953 für eine Gemeinde mit 4000 Katholiken als Wegkirche an der Moltkestraße konzipiert. Sie steht aus der Straßenflucht zurückgenommen auf einem leicht erhöhten Areal. Der die Kirche begleitende 37,12 m hohe und weithin sichtbare Glockenturm, der die „Deutschherrnglocke“ beherbergt, unterstreicht die herausgehobene Wirkung des Sakralbaues. Die beiden Saarbrücker Architekten der Kirche, Albert Dietz und Bernhard Grothe, gehörten zu den ersten Architekten, die sich mit Betonglasfenstern befassten. Für die noch nicht selbsttragenden Fenster von Boris Kleint und dessen Schüler Karl-Heinz Grünewald aus der Werkstatt von Gabriel Loire in Chartres mussten die einzelnen Betonglasplatten in einen Stahlrahmen eingesetzt werden. Kleints in lila-blau gehaltene Fenster sind eine rein abstrakte Farbsymphonie ohne Gegenstandsdarstellung.
Die Mauritiuskirche war in einem Stadtviertel errichtet worden, das als „sozialer Brennpunkt“ galt. In den im 19. Jahrhundert erbauten Kasernen im Umfeld der Deutschherrnkapelle, die nach dem Ersten Weltkrieg vom Militär geräumt worden waren, fanden nach dem Zweiten Weltkrieg Tausende von Obdachlosen notdürftige Unterkunft. Seelsorgerisch wurden sie von der Pfarrei St. Jakob betreut. Ab dem Jahr 1931 stand eine Notkirche in einer Wagenremise im Kasernenkomplex zur Verfügung. Zunächst Pfarrvikarie und seit 1938 Expositur von St. Jakob wurde St. Mauritius am 1. November 1953 zur Pfarrei erhoben. Zu den vielen weiterhin bewohnten Kasernen kam eine lange Reihe von Wohnblocks des „sozialen Wohnungsbaus“ hinzu. Mit dem Bau der Kirche und dem dazugehörenden Pfarrheim verbesserte sich das Wohnumfeld entscheidend. In ausgedehnten Jugendräumen konnten Jugendliche betreut werden, der Kindergarten bot Platz für 140 kleine Kinder, der Hort für 100 Schulkinder. Diese Räume wurden gleichzeitig mit der Kirchenweihe am 6. Mai 1956 ihrer Bestimmung übergeben. Die denkmalgeschützte Kirche wurde im Jahr 2000 profaniert. Dabei wurde eine „Black Box“ eingebaut und die Fenster von Boris Kleint verhängt. Heute dient sie als Proberaum der Hochschule für Musik und befindet sich im Besitz des Saarlandes. Der Kirchturm von St. Mauritius ist mittlerweile stark sanierungsbedürftig und kann u. a. wegen des undichten Dachs nicht mehr genutzt werden. Ohne eine Nutzungsperspektive muss er möglicherweise abgerissen werden. Seit der neuen Nutzung des Kirchenraumes durch die Musikhochschule ist das Gebäude nicht mehr frei zugänglich.
Das Patrozinium des heiligen Mauritius wurde in Bezug zur historischen Bedeutung des Deutschen Ritterordens in Saarbrücken gewählt, da der heilige Mauritius als Schutzheiliger der Ritter vor Kämpfen, Gefechten und Schlachten angerufen wurde. Das Reichsschwert und die Heilige Lanze sowie Teile der Reichskleinodien wurden ab dem Hochmittelalter ebenfalls auf den heiligen Mauritius zurückgeführt, weshalb er dann auch als Schutzpatron der Kaiser des Heiligen Römischen Reichs und auch des Reiches selbst galt.

## Wichtige Behörden
- Landtag des Saarlandes

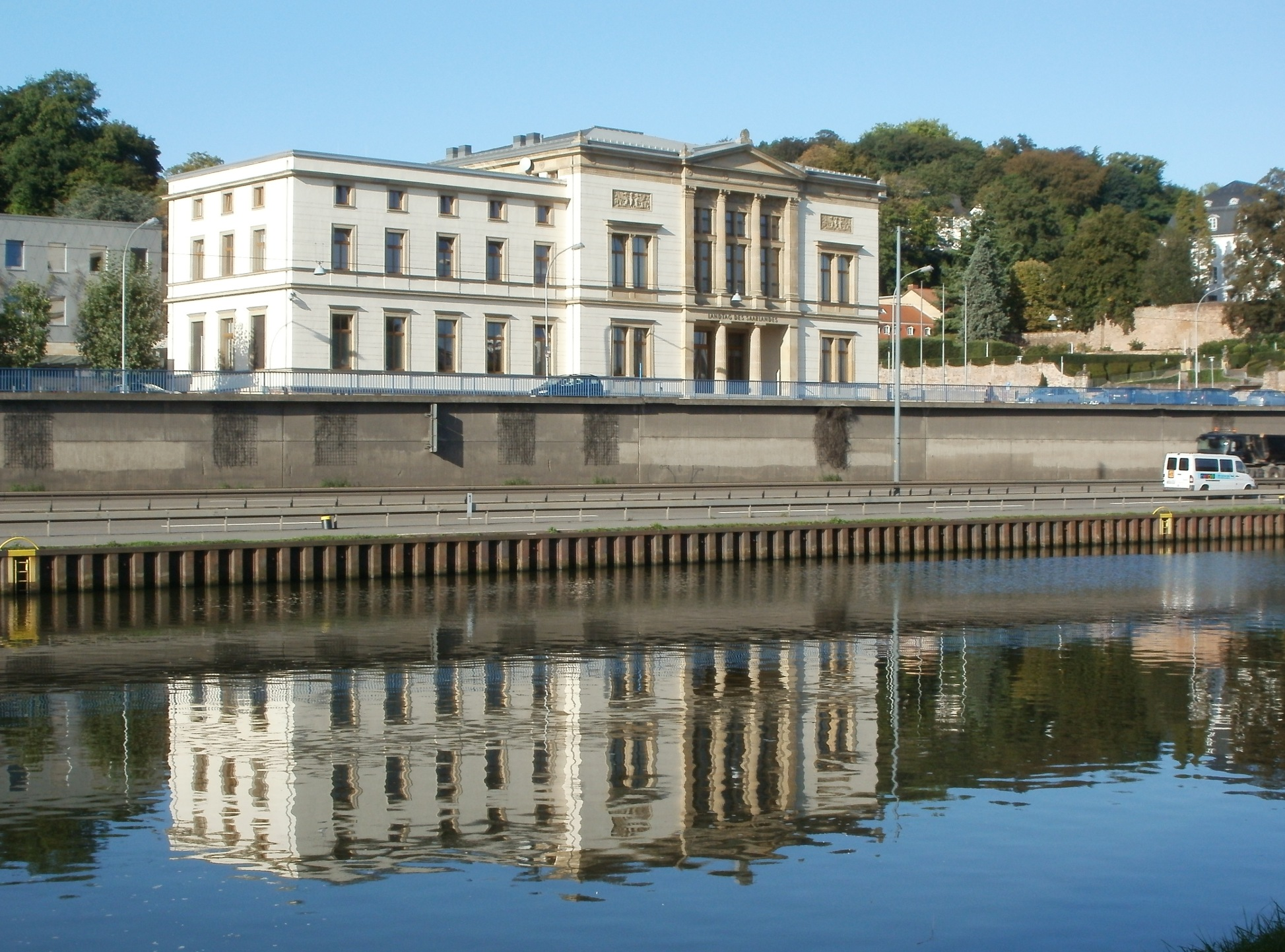
Landtag des Saarlandes

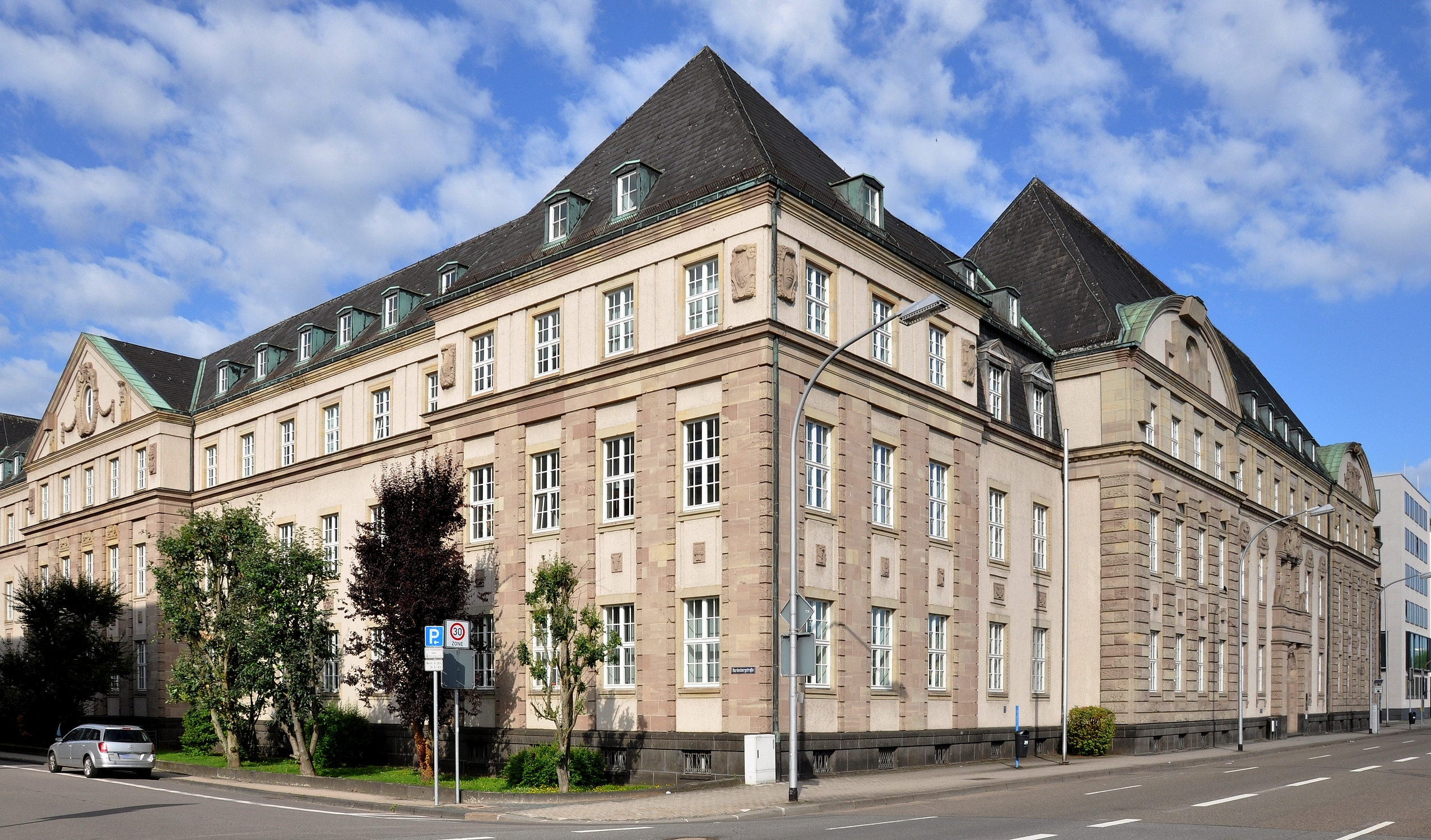
Gebäude des Saarländischen Oberlandesgerichtes und des Landgerichtes Saarbrücken

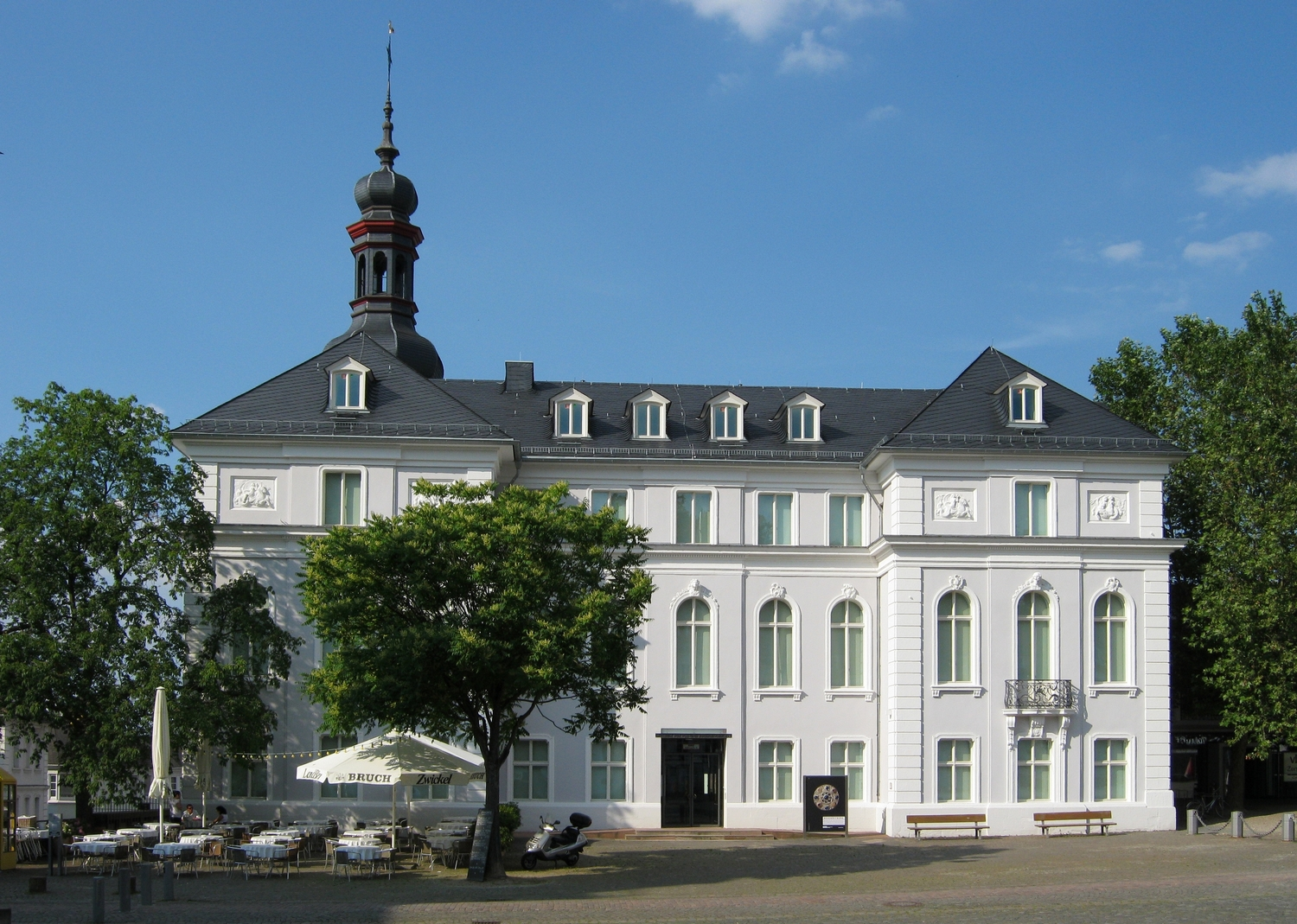
Ehemaliges Kreisständehaus, heute Museum für Vor- und Frühgeschichte

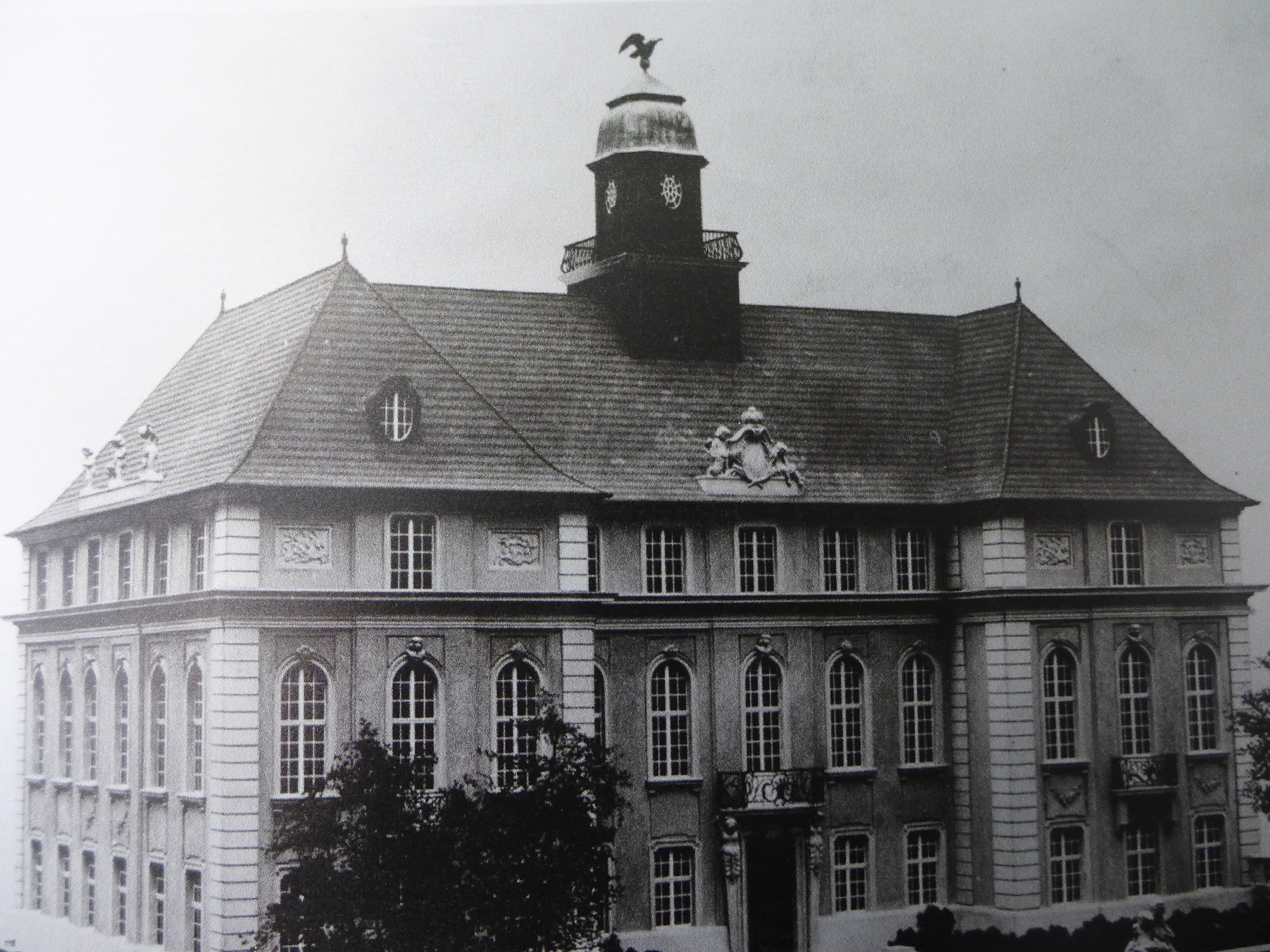
Saarbrücken, Kreisständehaus im Vorkriegszustand

Der Landtag des Saarlandes tagt in dem in den Jahren 1865/1866 für die Saarbrücker Casino-Gesellschaft erbauten Gebäude in der heutigen Franz-Josef-Röder-Straße. Das Gebäude wurde durch den Architekten Julius Carl Raschdorff errichtet, der unter anderem auch den Berliner Dom erbaute.
- Saarländisches Oberlandesgericht und Landgericht Saarbrücken

Das Gerichtsgebäude wurde im Jahre 1911 begonnenen und in der Anfangsphase des Ersten Weltkrieges am 3. Oktober 1914 als „Königlich Preußisches Landgericht“ eingeweiht. Der Neubau ersetzte mehrere kleinere Vorgängerbauten aus dem 19. Jahrhundert. Das Gericht war im Jahr 1835 zunächst in das ehemalige Gebäude des Saarbrücker Friedensgerichts am Schloss eingezogen, welches sich an der Stelle des späteren Kreisständehauses befand. Im Jahr 1886 wurde das Gericht in einem Neubau in der Luisenstraße (heutige Saaruferstraße) einquartiert. Dieses wurde im Zweiten Weltkrieg stark beschädigt und schließlich im Jahr 1963 beim Bau der Saarbrücker Stadtautobahn abgerissen.
Das heutige Gerichtsgebäude in der Franz-Josef-Röder-Straße (ehemals Alleestraße)/Hardenbergstraße wurde zwischen den Jahren 1911 bis 1914 unter der Leitung von Gustav Kassbaum errichtet. Der Vorentwurf war unter der Leitung des Oberbaurates Paul Thoemer aufgestellt worden, während die Ausführung und örtliche Bauleitung in der Hand von Regierungsbaurat Gustav Kassenbaum gelegen hatte, der dem Trierer Regierungs- und Baurat Hennicke unterstellt war.
Die Gesamtbaukosten ausschließlich der Straßenbaukosten betrugen 1.060.000 Mark, wovon rund 99.600 Mark für die Innenausstattung verwendet wurden.
Das Gebäude steht in der Tradition der großen kaiserlichen Gerichtsgebäude der beiden Architekten Paul Thoemer und Rudolf Mönnich. Es handelt sich bei dem Saarbrücker Bau um eines der letzten großen, staatlichen Repräsentationsgebäude des Deutschen Kaiserreiches.
Stilistisch ist das Gebäude noch dem späten Historismus zuzuordnen. So sind etwa zahlreiche Anklänge an neobarocke Ornamentik vorhanden. Jedoch sind diese Elemente bereits abstrahierend ausgeführt und vollplastische Elemente fehlen. Es finden sich darüber hinaus eine Zitierung von Schmuckformen des Neoklassizismus sowie Anklänge an den Jugendstil, etwa in Form der an den Fassaden angebrachten steinernen Girlanden. Horizontale und vertikale Gliederungen sind harmonisch aufeinander abgestimmt. Die insgesamt klassizistische Baugestaltung mit ihrer Vorherrschaft des rechten Winkels entsprach der damaligen Architekturauffassung der Zeit unmittelbar vor dem Ersten Weltkrieg.
Die strenge Architektur der Gebäudeansichten, die an exponierten Stellen durch reduzierten bildnerische Schmuck belebt wird, zeigt eine Verbindung von Werksteinen mit Putzflächen in verschiedener Tönung. Zur Verblendung der Sockel wurde Basaltlava verwendet. Bei den Architekturgliederungen und Bildhauerarbeiten verwendete man Vogesensandstein bzw. Sandstein aus dem Pfälzer Wald.
Das Gebäude lässt die zu seiner Erbauungszeit vorherrschenden Ideen und architektonischen Prinzipien deutlich erkennen. Einerseits wollte man damals einen repräsentativen Rahmen schaffen, der insbesondere der Bedeutung einer der monarchischen Obrigkeit verpflichteten Rechtspflege Ausdruck verleihen sollte. Andererseits aber sollte das Gebäude auch möglichst zweckmäßig und funktional gestaltet sein.
Der wilhelminische Gedanke der Repräsentation kommt wie auch in anderen Gerichtsgebäuden der damaligen Zeit schon allein durch die Dimensionierung des Gebäudes zum Ausdruck. So fällt die großzügige und weitläufige Gestaltung von früherem Eingangsbereich und Treppenhaus auf, die auf den Besucher wohl nicht unbeabsichtigt einen einschüchternden Eindruck machen sollte. Demselben Zweck dient auch die große Raumhöhe der Diensträume im Erdgeschoss und im ersten Obergeschoss. Hier durchdringen sich erneut barocke Raumgedanken und klassizistische Einzelformen.
Am Gebäude finden sich überall Hinweise auf die preußische Monarchie, etwa Adler, Kronen und die Initiale „W“ für Wilhelm II., unter dessen Regentschaft der Bau entstand. Diese Symbole sind nicht nur an Innen-, Außenwänden und Decken, sondern in dekorativer Form auch innerhalb der schmiedeeisernen Geländer- und Brüstungsgitter angebracht. An den Fassaden und im Innern befanden sich außerdem zahlreiche allegorische Figuren und Reliefs wie Löwen- und Menschenköpfe, von denen allerdings etliche durch Kriegseinwirkungen zerstört wurden. Innerhalb des Gebäudes sind an Wänden, Decken und eigens hierfür errichteten Skulpturen Sinnsprüche angebracht, die die Bedeutung der Rechtspflege auf sinnfällige Weise darstellen sollen. So liest man etwa „Gott schützt das Recht“ oder „Suum cuique“ (Jedem das Seine). Der ursprünglich vorhandene große Dachreiter mit Uhr und umlaufendem Balkon wurde nach der Kriegszerstörung nicht mehr ersetzt.
Der Gedanke der Funktionalität kommt auch dadurch zum Ausdruck, dass die Anlage nach ihrer Grundkonzeption erweitert werden konnte, ohne dass an der bestehenden Bausubstanz etwas verändert werden musste. Hierdurch sollte dem erwarteten Bevölkerungswachstum sowie der gestiegenen Bedeutung der Justiz infolge der um das Jahr 1900 in Kraft getretenen großen Kodifikationen, wie etwa dem Bürgerlichen Gesetzbuch, Rechnung getragen werden.
Ein schmaler, niedriger Bauteil verbindet zwei selbständige Baukörper mit jeweils eigener Fassade, die durch ihre architektonische Gestaltung klar als Haupt- und Seitenansicht erkennbar bleiben.
Die Gebäudeflügel stehen im rechten Winkel zueinander. Der Hauptflügel ist zur heutigen Franz-Josef-Röder-Straße (Saarseite) hin ausgerichtet, der linke Seitenflügel parallel zur Hardenbergstraße.
Die Hauptfassade zur Saar hin bestimmen Eckrisalite mit Stichbogengiebeln. Durchlaufende Gesimse teilen die Risalite in Sockelzone, zwei Hauptgeschosse und eine niedrige Attikazone. Die hochrechteckigen Fenster beider Geschosse sind zu senkrechten Bändern zusammengefasst. Im Zusammenwirken mit dem Eingangsportal und dem ehemaligen Dachreiter auf dem mächtigen Walmdach wurde dadurch die Vertikalität des Bauwerkes betont.
Die Risalite der schlichter gehaltenen Seitenfassade schließen in Walmdächern. Der Mittelrisalit der Seitenfassade wird von einem Dreiecksgiebel gekrönte. Das gesamte Gebäude weist neben Keller- und ausgebautem Dachgeschoss ein Erdgeschoss, ein erstes Obergeschoss und ein zweites Obergeschoss (Attikageschoss) auf und ist um zwei geschlossene Innenhöfe herum errichtet. Aus den ursprünglichen Bauplänen ergibt sich, dass das Gebäude bei Bedarf im Bereich des heutigen Parkplatzes unter Einbeziehung zweier weiterer Innenhöfe hätte erweitert werden können, so dass der gesamte Baukomplex die Form eines geschlossenen Rechtecks angenommen hätte. Eine Bauerweiterung nach den bisherigen Plänen unterblieb allerdings bisher.
Von der Stadtverwaltung Saarbrücken wurden gleich nach der Veröffentlichung der Baupläne mehrere Einwände hinsichtlich der architektonischen Gestaltung des Gebäudes, vor allem wegen der schlichten Gestaltung der Fassade, vorgebracht. So schrieb Oberbürgermeister Emil Mangold an das Königliche Bauamt in Saarbrücken: „Die Stadt begrüßt auf das lebhafteste die Errichtung des neuen Gebäudes. Sie muß aber bei der außerordentlich geringen Zahl guter Profanbauten in Saarbrücken den allergrößten Wert darauf legen, daß ein Gebäude von dem Umfang und der Bedeutung des vorliegenden erziehlich auf die äußerst entwicklungsbedürftige Bauausstattung unserer Stadt einwirkt.“ Eine ähnlich echauffierte Reaktion einer Stadtregierung hatte es gegeben, als im benachbarten Saargemünd das Land- und Amtsgericht in den Jahren 1910–1911 geplant wurden. Hier hatte man wie in Saarbrücken alle Rücklagen der Fassade ebenfalls nur verputzt. Erst auf Drängen des Saargemünder Gemeinderates wurde dem Gerichtsgebäude ein monumentaler Säulenportikus hinzugefügt. Wäre dieser Säulenportikus weggelassen worden, so hätten sich die Hauptfassade des Saargemünder Gerichtsgebäudes und die Seitenfassade des Saarbrücker Gerichtsgebäudes in ihrer architektonischen Kubatur noch ähnlicher gesehen, als sie es jetzt schon tun.
Im Laufe der Zeit wurden an dem Saarbrücker Justizgebäude mehrere bauliche Veränderungen vorgenommen. Neben kleineren, die Substanz unberührt lassenden Veränderungen, wie dem teilweisen Ausbau des Dachgeschosses zu Büroräumen, hat das Gebäude die größten Veränderungen durch den Wiederaufbau nach dem Krieg erfahren. Deren wesentlichste Änderung bestand im Wegfall des barockisierenden Dachreiters, während das Dach niedriger als ursprünglich wiedererrichtet wurde. Darüber hinaus wurden nicht alle beschädigten Fassadenornamente wiederhergestellt, sondern teilweise durch Bossenwerk ersetzt. Im Westen wurde an den Hauptbau ein Erweiterungstrakt angeschlossen, der die Symmetrie zu Zwischenteil und Eckrisalit des Flügels in der Hardenbergstraße auf der anderen Seite herstellt und das Formenvokabular der ursprünglichen Planung von 1911 weitgehend aufnimmt.
Ende der 1990er Jahre fand eine Fassadenrenovierung statt. Nach dem Zweiten Weltkrieg wurde neben das bestehende Gerichtsgebäude zur Zähringerstraße hin ein quaderförmiger, rein funktionaler Neubau aus Beton gesetzt, der sich nicht mehr an den vorgegebenen Dimensionen des wilhelminischen Gebäudes orientiert und die Staatsanwaltschaft und das Ministerium der Justiz beherbergt.
Der Altbau wird heute durch den Eingang dieses Neubaus unter Benutzung eines gläsernen Verbindungsgangs betreten werden, wodurch die architektonische Wirkung des ursprünglichen Hauptportals und des anschließenden Treppenhauses weitgehend verloren geht.
Das Gebäude war in der Zeit von 1920 bis 1935 Sitz der Völkerbundsregierungskommission des Saargebietes. Während dieser Zeit war das Oberlandesgericht in Saarlouis in einem neogotischen Bau des Jahres 1907 beheimatet. Der Präsident der Regierungskommission residierte in dem in den Jahren 1910/1911 neuerrichteten Kreisständehaus, wo auch die Kabinettssitzungen stattfanden. Das Kreisständehaus war von den Berliner Architekten Alfred Salinger und Eugen Schmohl entworfen worden.

## Kunst im öffentlichen Raum

Öffentliche Kunst
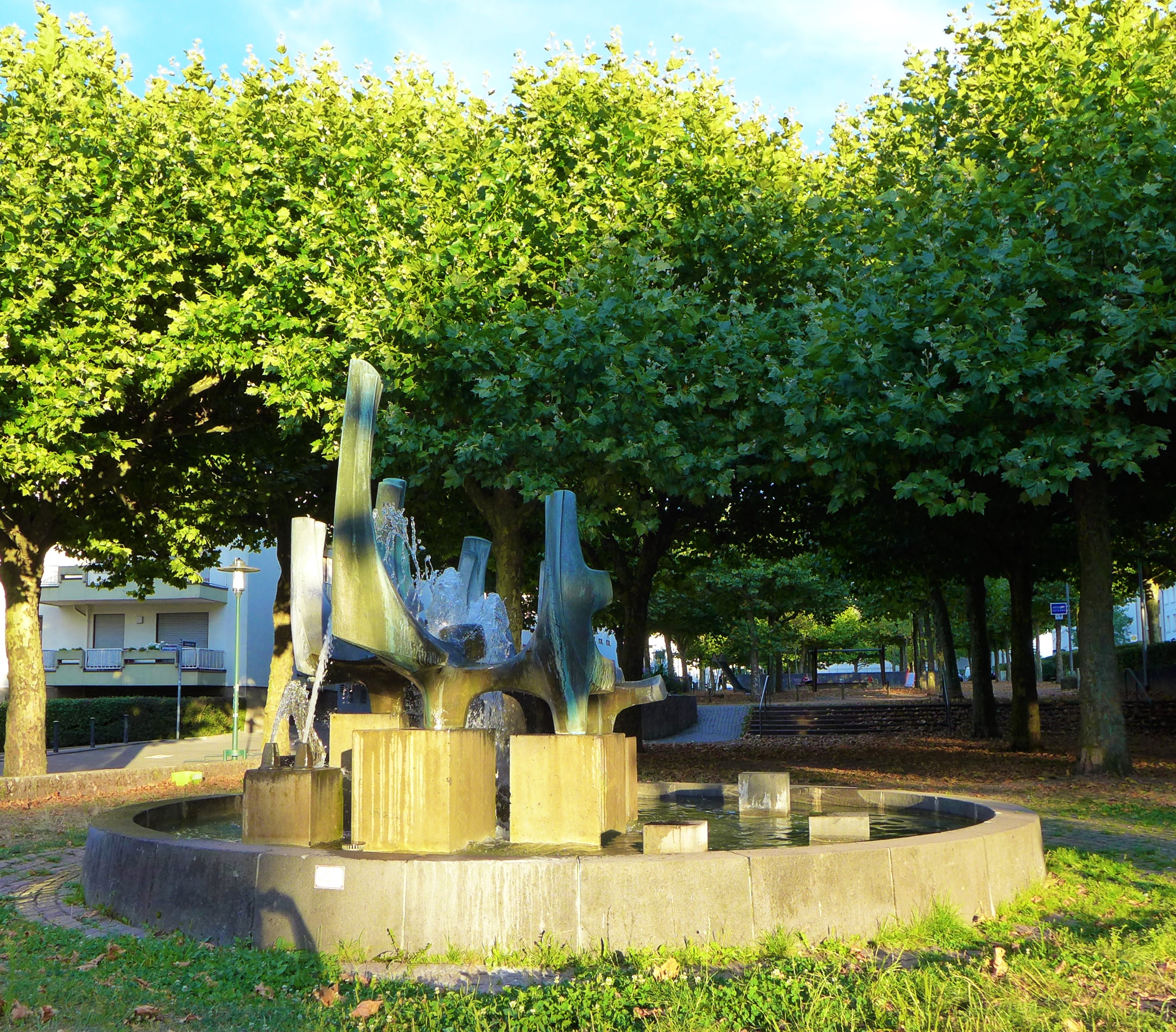
Brunnen am Nanteser Platz, Bronze, Lothar Messner, 1980
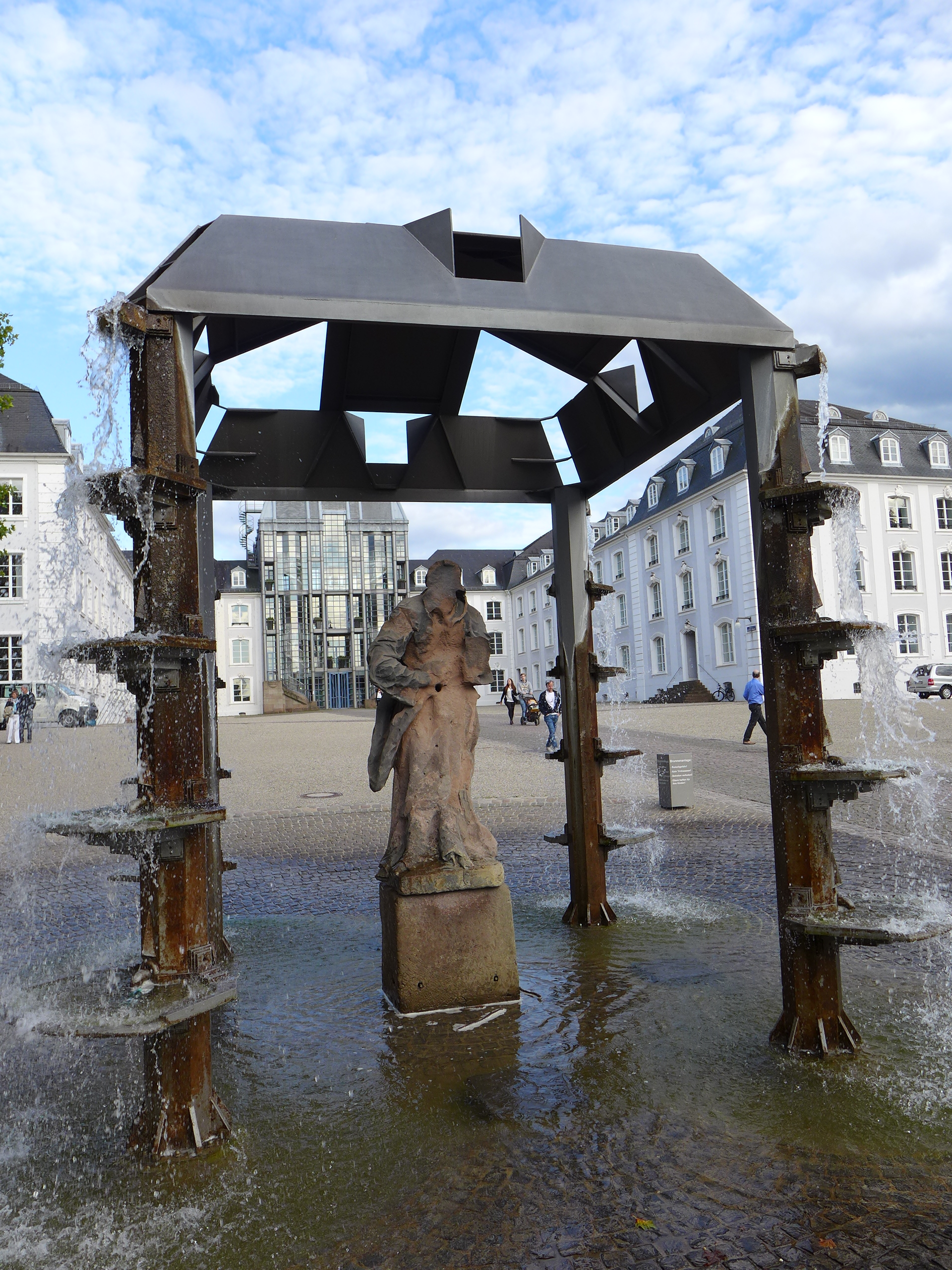
Brunnenhaus am Saarbrücker Schlossplatz mit teilzerstörter Statue von der Saarbrücker Ludwigskirche, Gottfried Böhm, 1989
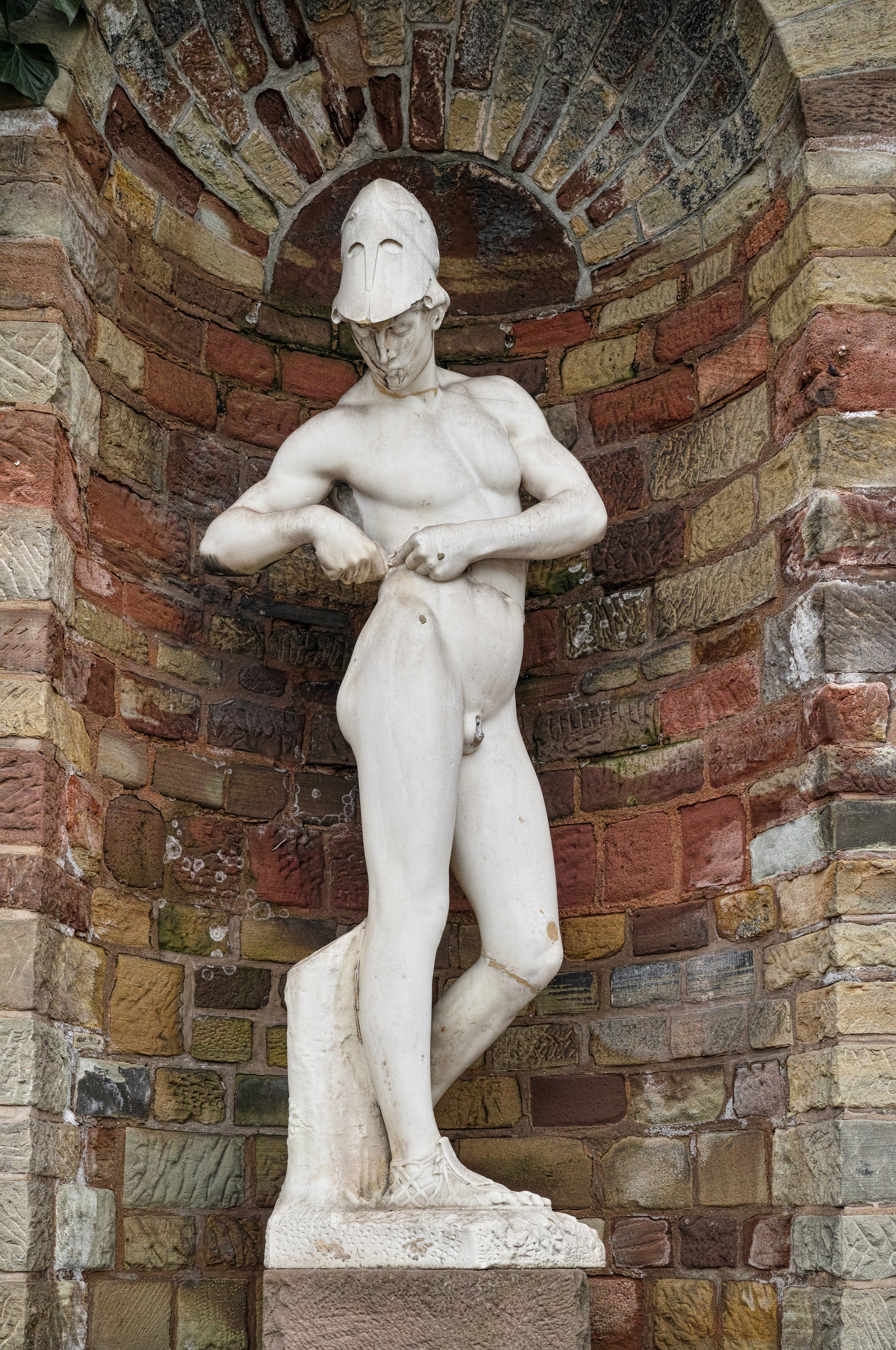
Statue des Telemachos an ihrem heutigen Standort am Fuße der Trillertreppe, Ludwig Cauer, 1890
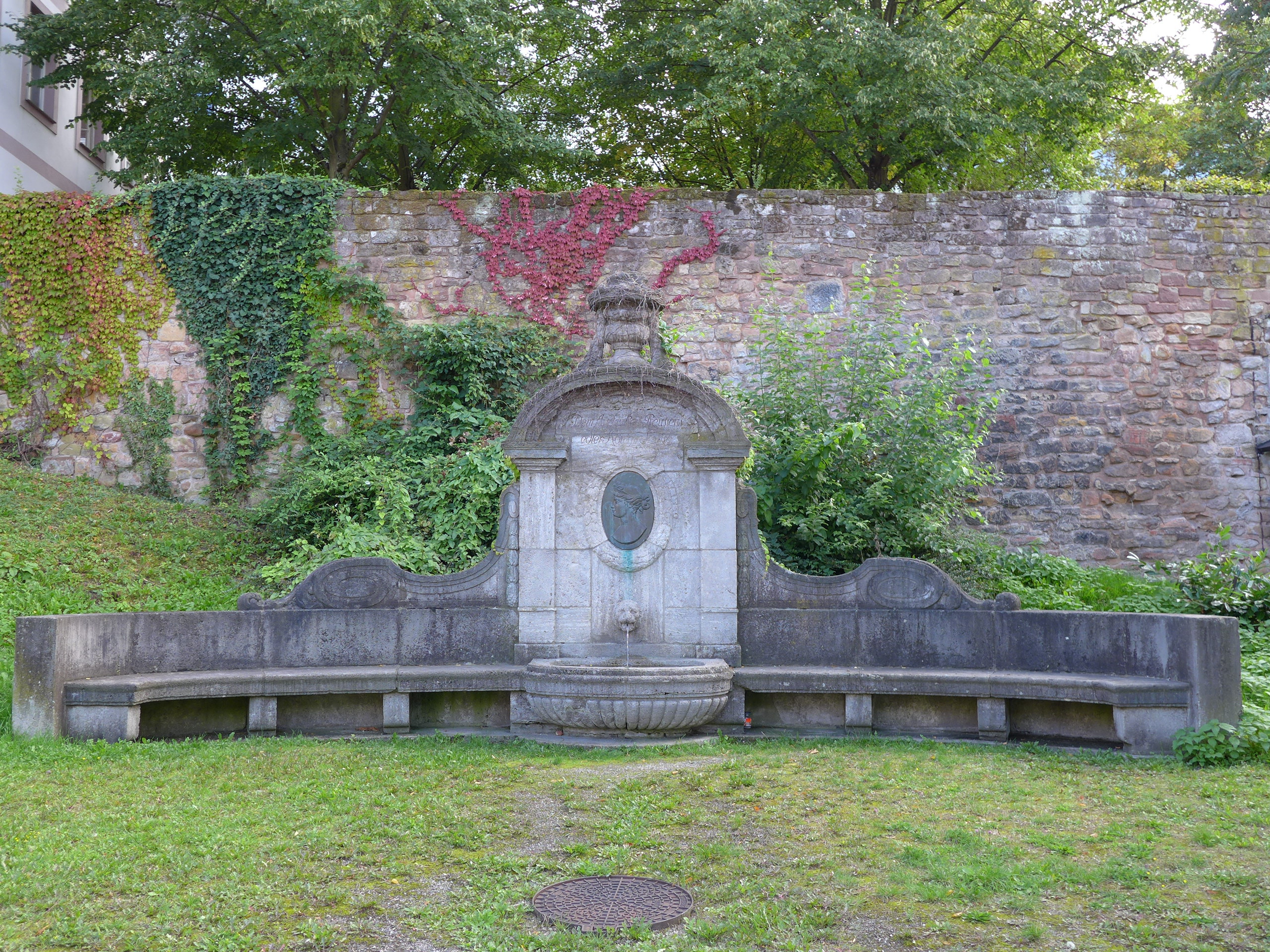
Luisenbrunnen in der Altneugasse, August Kuhn, 1912
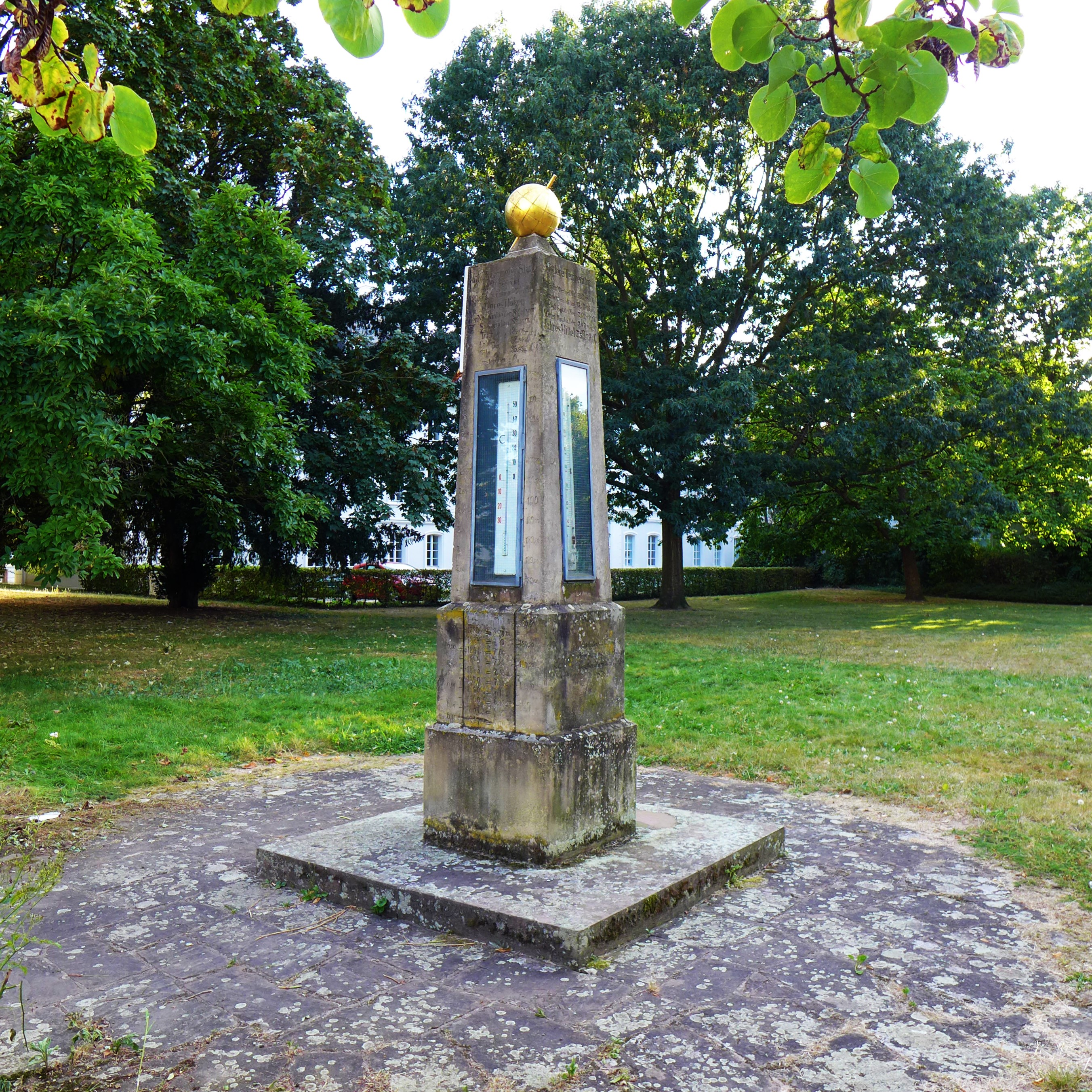
Dihmsche Wettersäule, Hugo Dihm, 1876
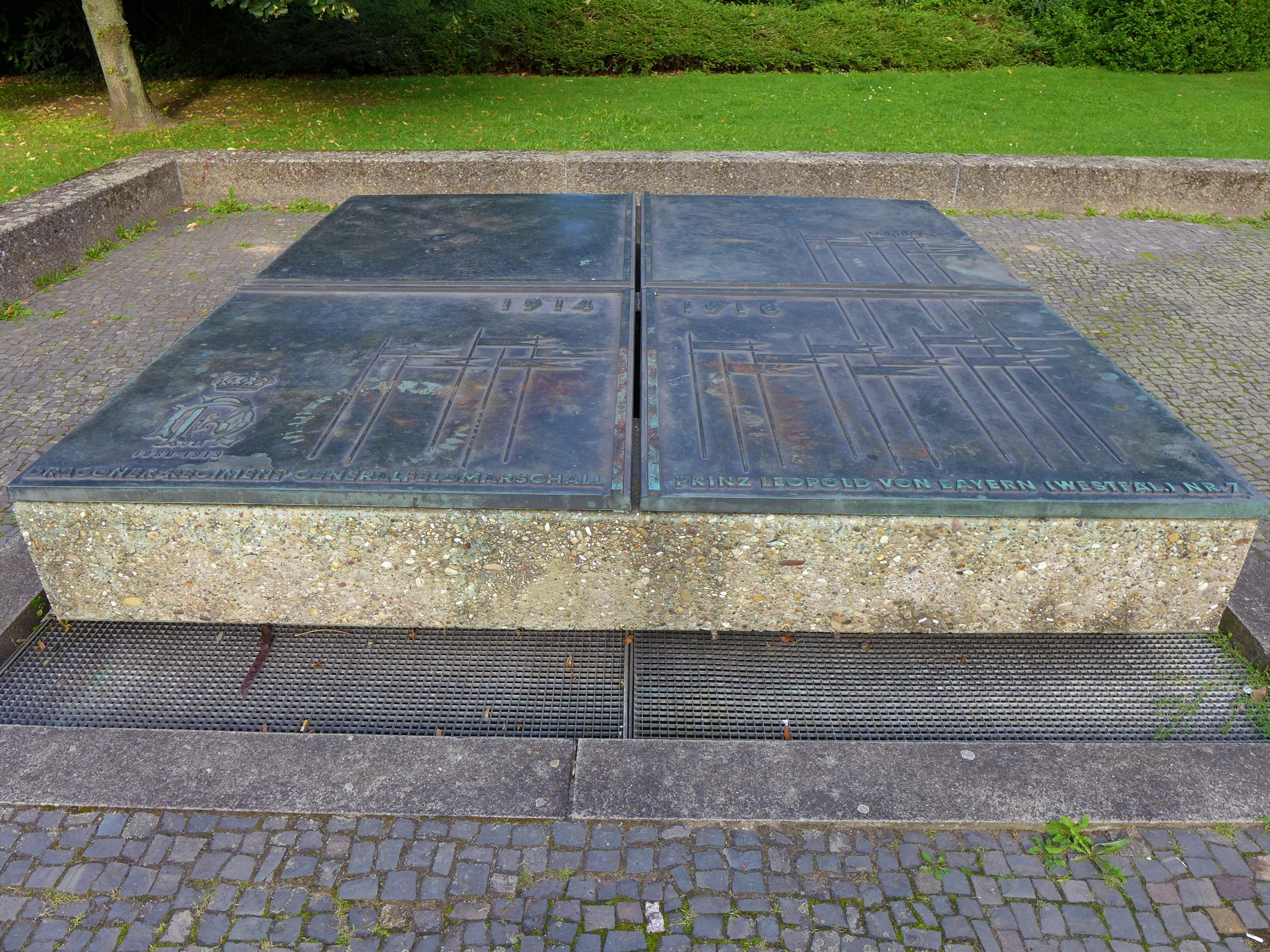
Alt-Saarbrücken, Denkmal für das Dragoner-Regiment Generalfeldmarschall Prinz Leopold von Bayern (Westfälisches) Nr. 7, Peter Paul Seeberger, 1962

Brunnen am Nanteser Platz
Die Schlossstraße, früher Vordergasse genannt, war bis zum Zweiten Weltkrieg das Zentrum der Saarbrücker Altstadt. Dieser Teil der Altstadt fiel im Jahr 1944 bei Bombenangriffen in Trümmer. An der Stelle, die seither nicht mehr bebaut wurde, entstand nach dem Krieg ein Platz. Er wurde später nach Nantes benannt, der französischen Stadt an der Loire-Mündung, mit der Saarbrücken im April 1965 eine Städtepartnerschaft schloss. Am 24. Juni 1977 weihte der damalige Saarbrücker Oberbürgermeister Oskar Lafontaine in Anwesenheit seines Nanteser Kollegen Alain Chénard den Platz ein. Der 1980 eingeweihte Brunnen am Nanteser Platz und ein Boule-Platz sollten die baumbestandene Fläche beleben.
Brunnen am Saarbrücker Schlossplatz
An der Stelle des ehemaligen Wachhauses des Saarbrücker Schlosses steht heute eine von Gottfried Böhm im Rahmen der Erneuerung des Schlosses in den 1980er Jahren entworfene Brunnenanlage.
Telemachos-Statue
Vor dem Westflügel des Rathauses St. Johann stellte man einen Rathausbrunnen auf, der von dem früheren städtischen Beigeordneten Emil Haldy gestiftet worden. Der Brunnenstock, aus dem das Wasser durch sechs Ausläufe in ein rundes und dann durch die Mundöffnungen von sechs Masken in ein sechseckiges Brunnenbecken floss, war mit Frauengestalten dekoriert.
An der Spitze des Rathausbrunnens befand sich eine Marmorstatue des sich mit einem Schwert gürtenden Telemachos, dem Sohn des Odysseus und der Penelope. Die Statue, die in der Öffentlichkeit aufgrund ihrer Nacktheit für erhebliche Aufregung sorgte, war das Werk des Bildhauers Ludwig Cauer, der an prominenten Werken der damaligen Zeit mitgearbeitet hatte (z. B. Kaiser-Wilhelm-Nationaldenkmal, Berliner Siegesallee, Bismarck-Nationaldenkmal vor dem Reichstagsgebäude).
Im Jahr 1936 wurde der Telemachbrunnen auf dem Vorplatz des St. Johanner Rathauses offiziell wegen „begrenzter Platzverhältnisse“ entfernt. Die im Bauschutt des Ratskellers nach dem Krieg wiederentdeckte Marmorstatue des Telemach wurde dann zunächst im Saarbrücker Schlossgarten wieder aufgestellt. Heute steht sie in einer Nische in der Vorstadtstraße.
Königin-Luise-Brunnen
Der Grundstein zur Luisenbrücke, benannt nach der preußischen Königin Luise, wurde 1863 gelegt. Erbaut wurde sie in den Jahren 1865–1866 als eiserne Brücke mit südlichem Zollhaus für den Brückenzoll. Sie war die zweite Fuß- und Fahrbrücke über die Saar zwischen den Saarstädten Saarbrücken und St. Johann und erfüllte in der Stadtentwicklung zur Großstadt Saarbrücken eine zentrale Funktion: Als Verbindung der heutigen Eisenbahnstraße (damals Bahnhofstraße) mit dem neuen Bahnhof verkürzte sie den Weg der Bevölkerung aus Saarbrücken zum Verkehrszentrum in St. Johann. Bis zum Bau der Kaiser-Friedrich-Brücke wurde die Luisenbrücke einfach nur Neue Brücke genannt. Auch die heutige Ursulinenstraße in der Saarbrücker Vorstadt hieß anfangs Luisenstraße.
Am linken Saarufer schloss sich seit dem Jahr 1876 an die Luisenbrücke ein öffentlicher Park an, Luisenanlage oder Luisengarten genannt. Bereits um 1900 entstand zwischen Stengelstraße und Saarufer angrenzend an den Park das Luisenviertel. In der Luisenanlage wurde im Jahr 1912 der Luisenbrunnen zur Erinnerung an die preußische Königin Luise von Mecklenburg-Strelitz aufgestellt. Die neobarocke Brunnenanlage des Bildhauers August Kuhn trägt die Inschrift: „Dem Andenken Preußens edler Königin“. Der Saarbrücker Verschönerungsverein unter Vorsitz des Apothekers Beck widmete Königin Luise den Brunnen zum 100-jährigen Jubiläum ihrer erfolglosen Intervention bei Napoleon Bonaparte am 6. Juli 1807 in Tilsit und vollendete damit das Gedenkensemble. Ab dem Jahr 1918 wurden die Namen von Brücke und Park in Louisenbrücke bzw. Louisenanlage geändert und diese französische Schreibweise bis zur Rückgliederung des Saargebietes an das Deutsche Reich im Jahr 1935 beibehalten. Die Luisenbrücke wurde im Jahr 1945 kurz vor Kriegsende von den deutschen Truppen gesprengt, im Jahr 1948 in Stahl und Beton in veränderter Form wieder aufgebaut sowie im Jahr 1962 wegen des Autobahnbaues weiter verändert. Nur ihr Name ist geblieben. Die historische Bausubstanz des Luisenviertels wurde größtenteils im Zweiten Weltkrieg zerstört. Nur der Name des Viertels ist noch erhalten, wird aber immer weniger benutzt. Die Luisenanlage wurde durch den Autobahnbau in den Jahren 1962/1963 restlos zerstört.
Dihmsche Wettersäule
Die Dihmsche Wettersäule (im Jahr 1876 von Architekt Hugo Dihm gestiftet), die ebenfalls als Schmuck im Park gestanden hatte, fand im Jahr 1976 am Rand des Ludwigsplatzes einen neuen Standort; ihr früherer baulicher Zusammenhang mit der Luisenanlage ist heute weitgehend unbekannt. Der Luisenbrunnen wurde 1986/1987 in der Altneugasse anstelle abgerissener Häuser des barocken Saarbrücken aufgestellt. Er ist das letzte materiell erhaltene Stück der nach Luise benannten baulichen Elemente in der erweiterten Saarbrücker Altstadt.

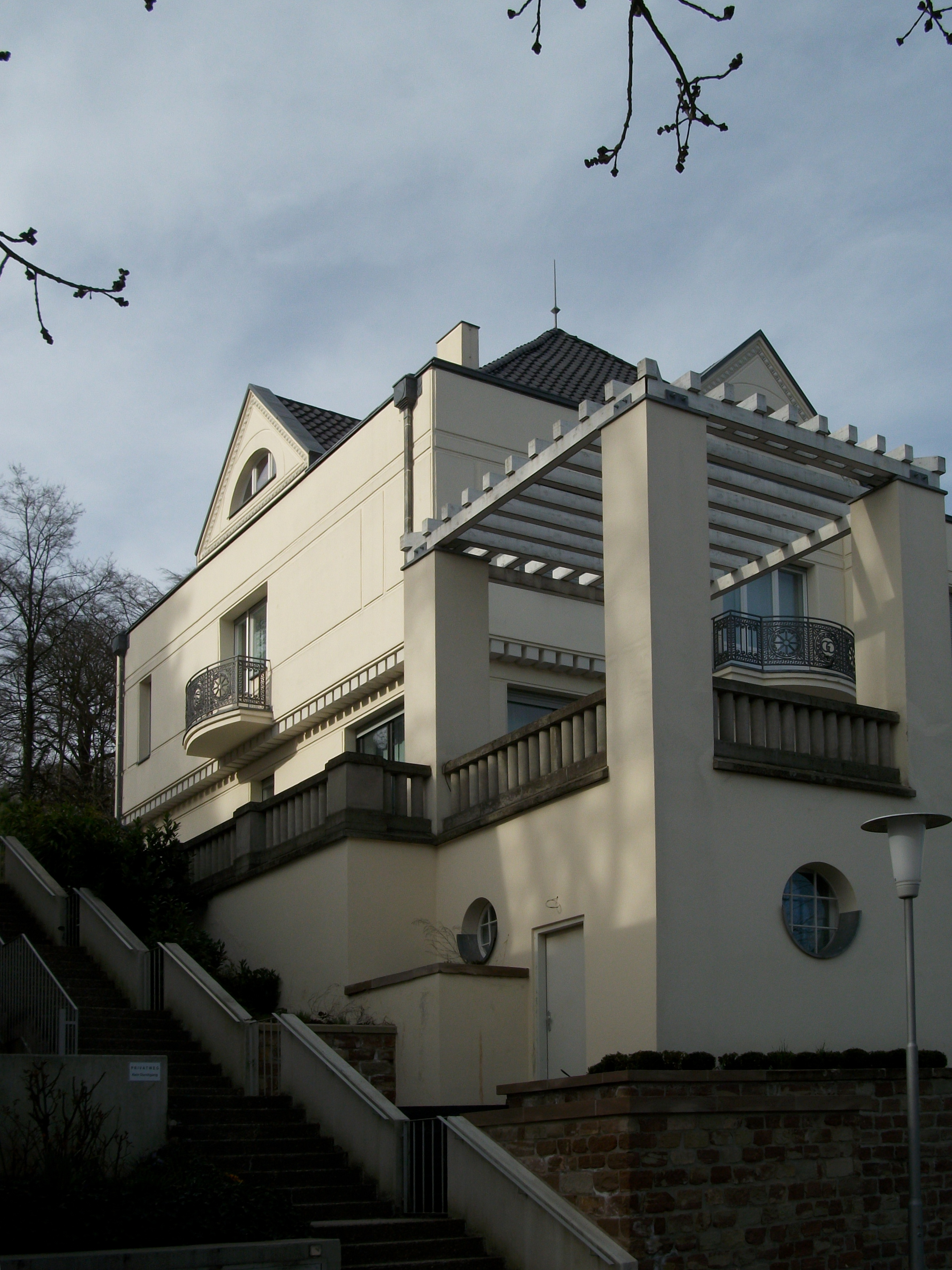
Villa Obenauer
Die Villa Obenauer ist eine in den Jahren 1905–1907 nach Entwurf von Peter Behrens erbaute großbürgerliche Villa in Saarbrücken, Trillerweg 58. Sie liegt im Saarbrücker Wohngebiet Triller am Südosthang oberhalb der Straße am Hang. Als bedeutendes Zeugnis der Entwicklungsgeschichte der modernen Architektur im 20. Jahrhundert steht das Gebäude unter Denkmalschutz.
Denkmal für das Dragoner-Regiment Generalfeldmarschall Prinz Leopold von Bayern (Westfälisches) Nr. 7
Das Dragoner-Denkmal befindet sich an der Ecke Keplerstraße-Stengelstraße in der Nähe des Ludwigsplatzes. Das Denkmal besteht aus einem Waschbetonsockel in einem eingetieften und mit niedrigen Mauern eingefassten rechteckigen Pflasterfeld. Auf dem Waschbetonsockel sind vier Bronzetafeln aufgelegt, deren von Leisten begrenzte Trennfugen ein griechisches Kreuz ergeben. Drei der vier Bronzeplatten zeigen bewimpelte Dragonerlanzen. Das vom Saarbrücker Stadtbaudirektor Peter Paul Seeberger entworfene Denkmal wurde am 23. September 1962 enthüllt. Das Denkmal erinnert mit den Jahreszahlen „1914-1918“ an die im Ersten Weltkrieg getöteten Regimentsangehörigen. Die linke untere Bronzetafel zeigt in verschlungenen Lettern unter der preußischen Königskrone das Kürzel des Regimentes und über die ganze untere Breite des Denkmals den vollen Regimentsnamen.
Ende der 1950er Jahre hatten sich ehemaligen Soldaten des Regimentes an die Stadt Saarbrücken gewandt, um mit einem Denkmal an ihre Militäreinheit zu erinnern. Das neue Denkmal sollte als Ersatz für das im Jahr 1929 in der Rosenanlage errichtete Denkmal dienen, das auf Anordnung der französischen Militärregierung Ende der 1940er entfernt worden war. Das alte Denkmal, das von August Kraus geschaffen worden war, zeigte als vollplastische Skulptur einen Dragoner zu Pferde mit einer bewimpelten Lanze auf einem fünf Meter hohen Sandsteinsockel. Die Blickrichtung des dargestellten Dragoners war in Richtung des Rheins positioniert, um so die Verbundenheit des abgetrennten Saargebietes mit dem Deutschen Reich zu dokumentieren.

## Parkanlagen

Parkanlagen
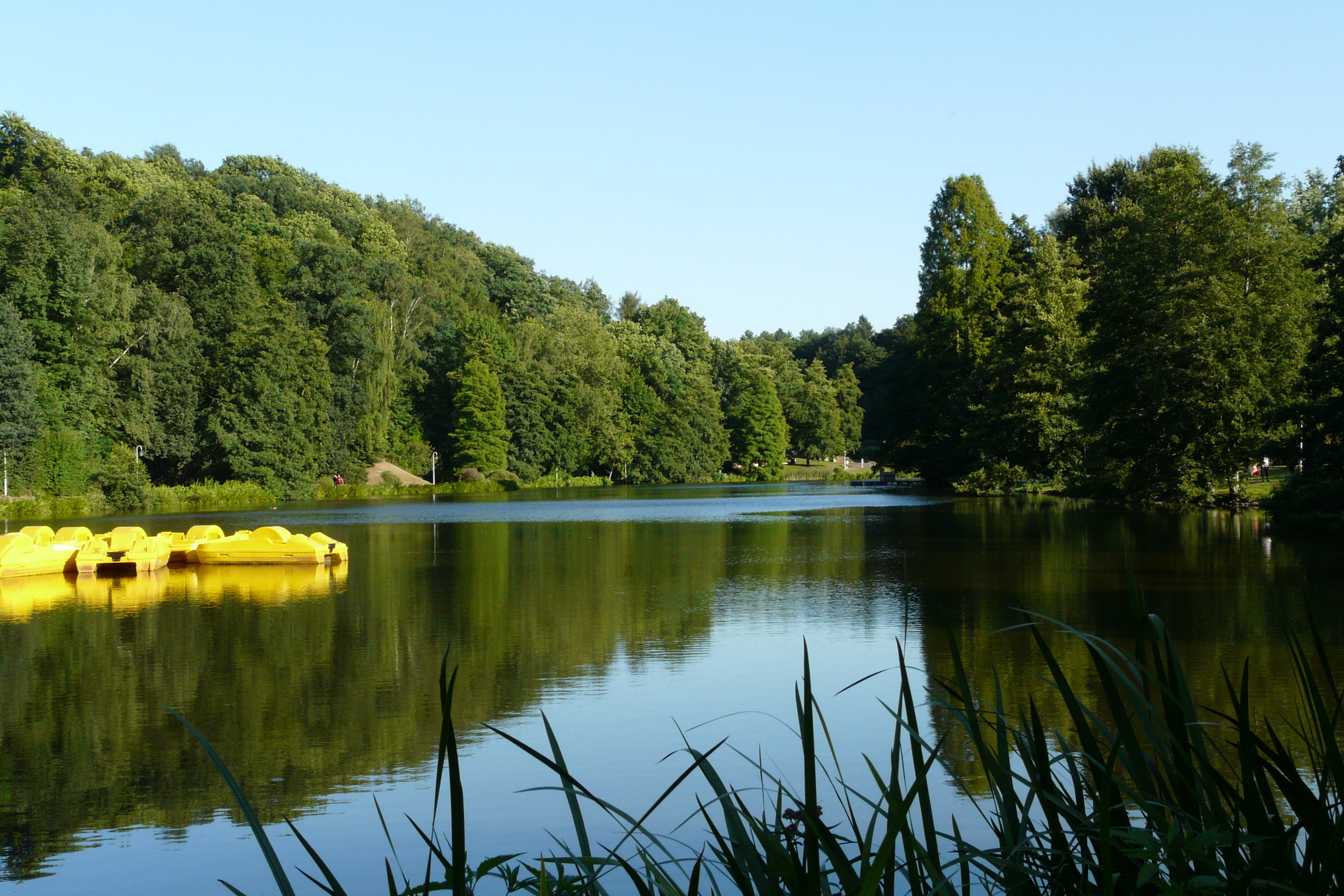
Deutsch-Französischer Garten, Deutschmühlenweiher
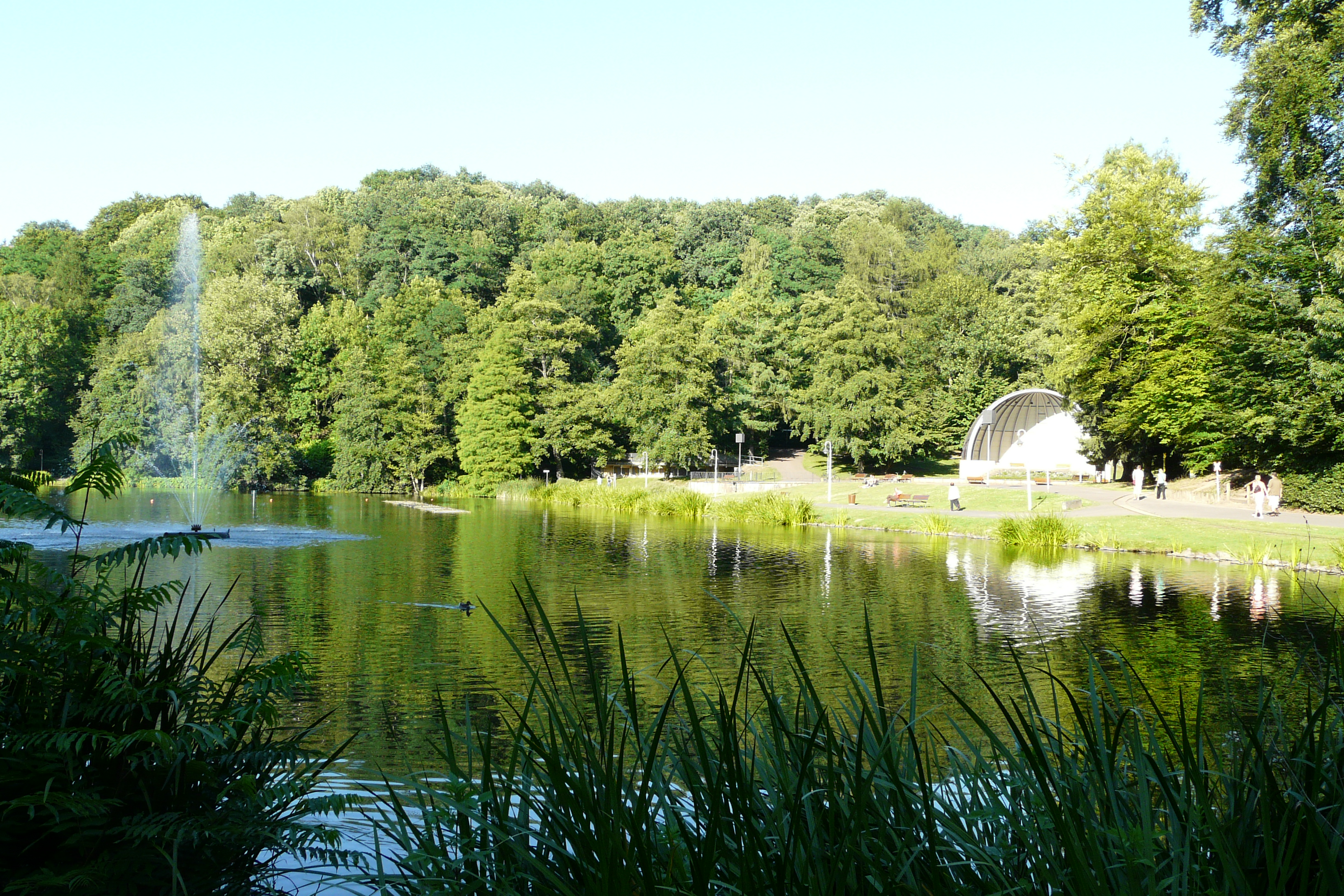
Deutsch-Französischer Garten, Konzertmuschel am Deutschmühlenweiher
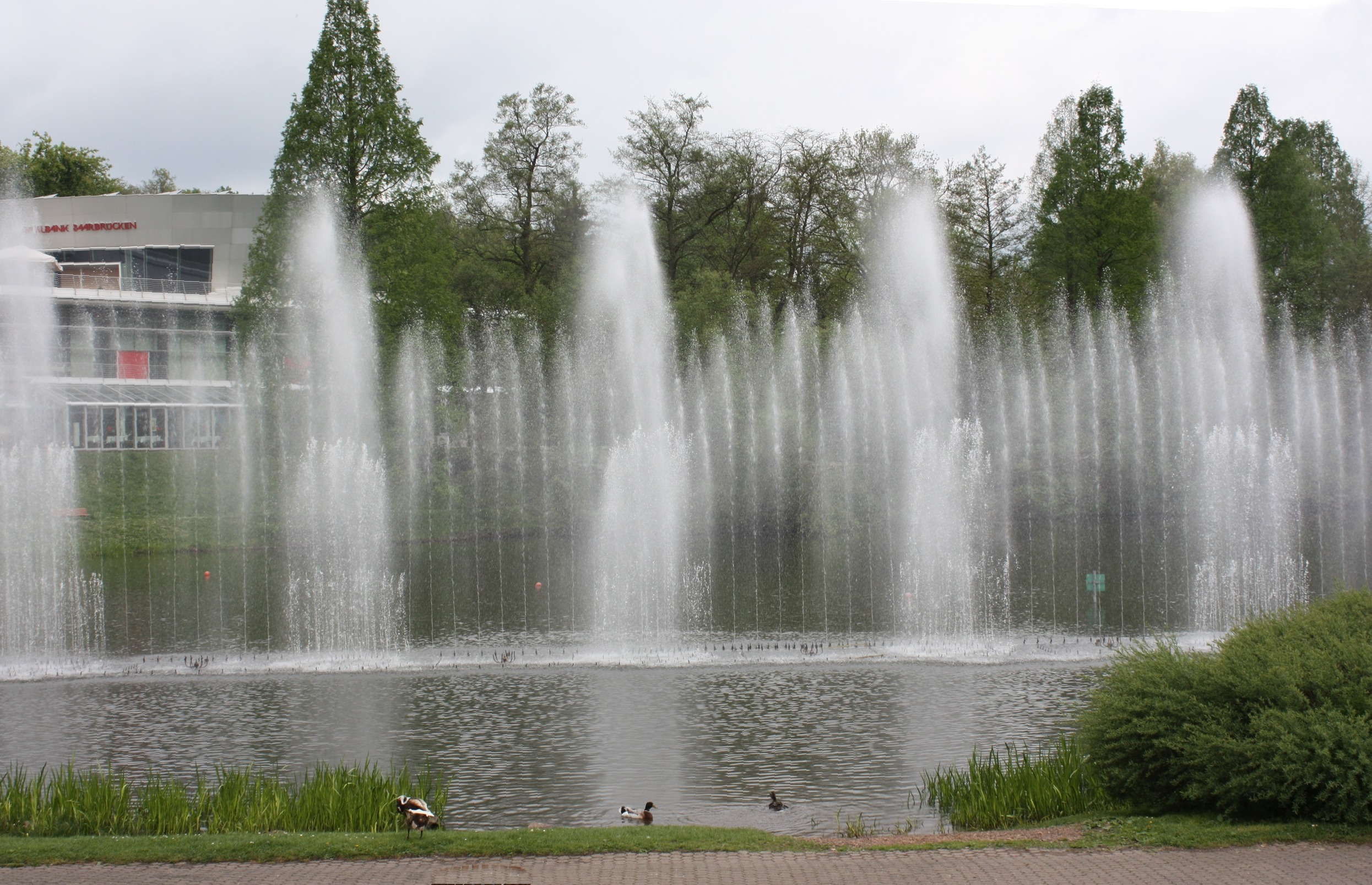
Deutsch-Französischer Garten, Wasserorgel
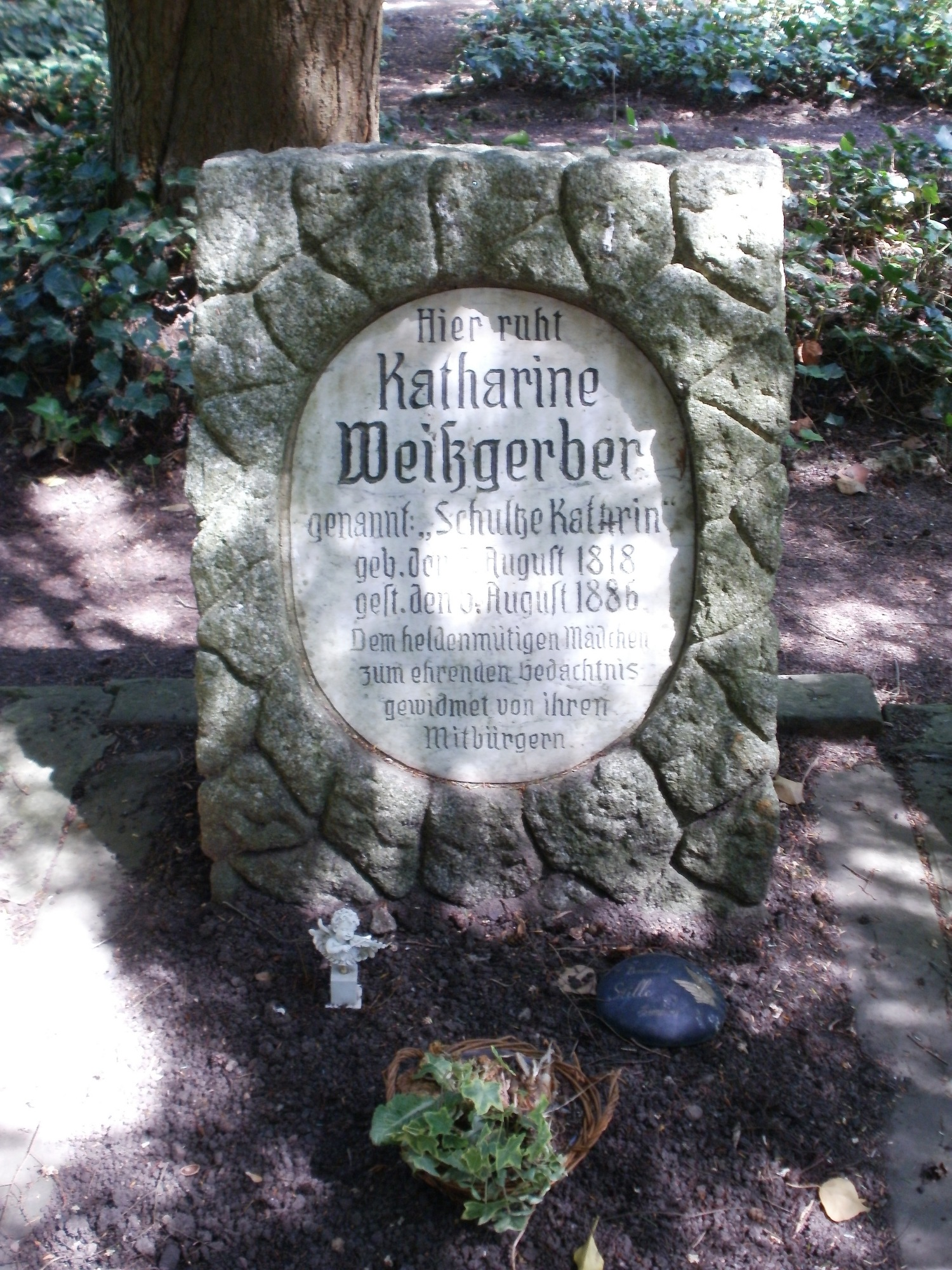
Deutsch-Französischer Garten, Ehrental, Grab von Katharine Weißgerber
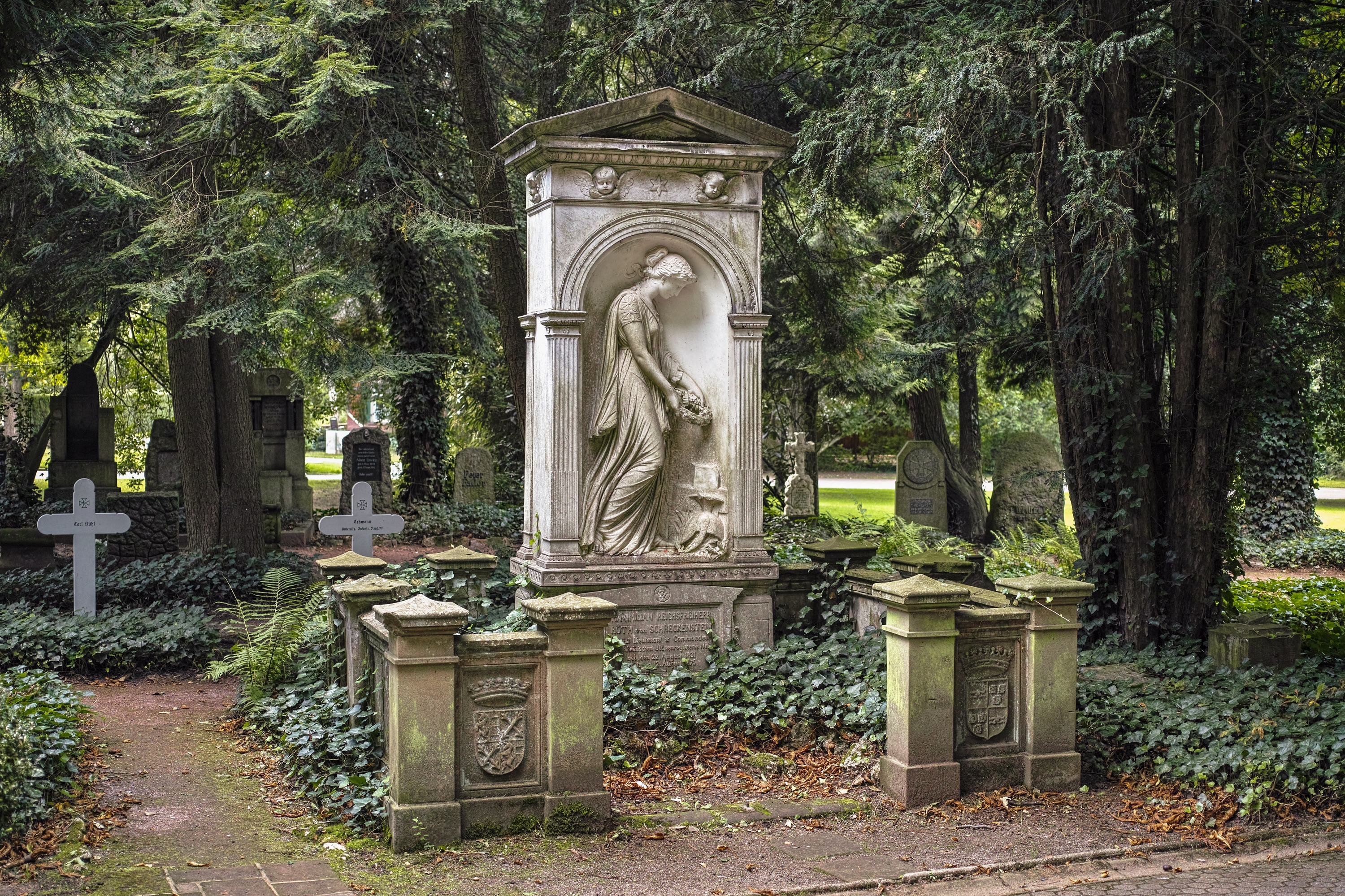
Deutsch-Französischer Garten, Ehrental, Grabanlage des Oberstleutnants und Kommandeurs des Saarbrücker Ulanen-Regiments „Großherzog Friedrich von Baden“ (Rheinisches) Nr. 7 Maximilian Freiherr Roth von Schreckenstein (* 1831, † 1875)

- Deutsch-Französischer Garten:

Unmittelbar nach der Schlacht bei Spichern, die unter hohen Verlusten am 6. August 1870 als erste große Schlacht des Krieges 1870/1871 um die militärische Kontrolle des Saartales, der Saarstädte Saarbrücken und St. Johann und des umliegenden Industriereviers geführt worden war, erfolgten die ersten von zunächst 450 Bestattungen gefallener Soldaten in der sogenannten Galgendell in Sichtweite des Schlachtfeldes. Der neue Friedhof wurde von der Stadt Saarbrücken angelegt und unter dem Namen Ehrental am 16. Oktober 1870 eingeweiht.

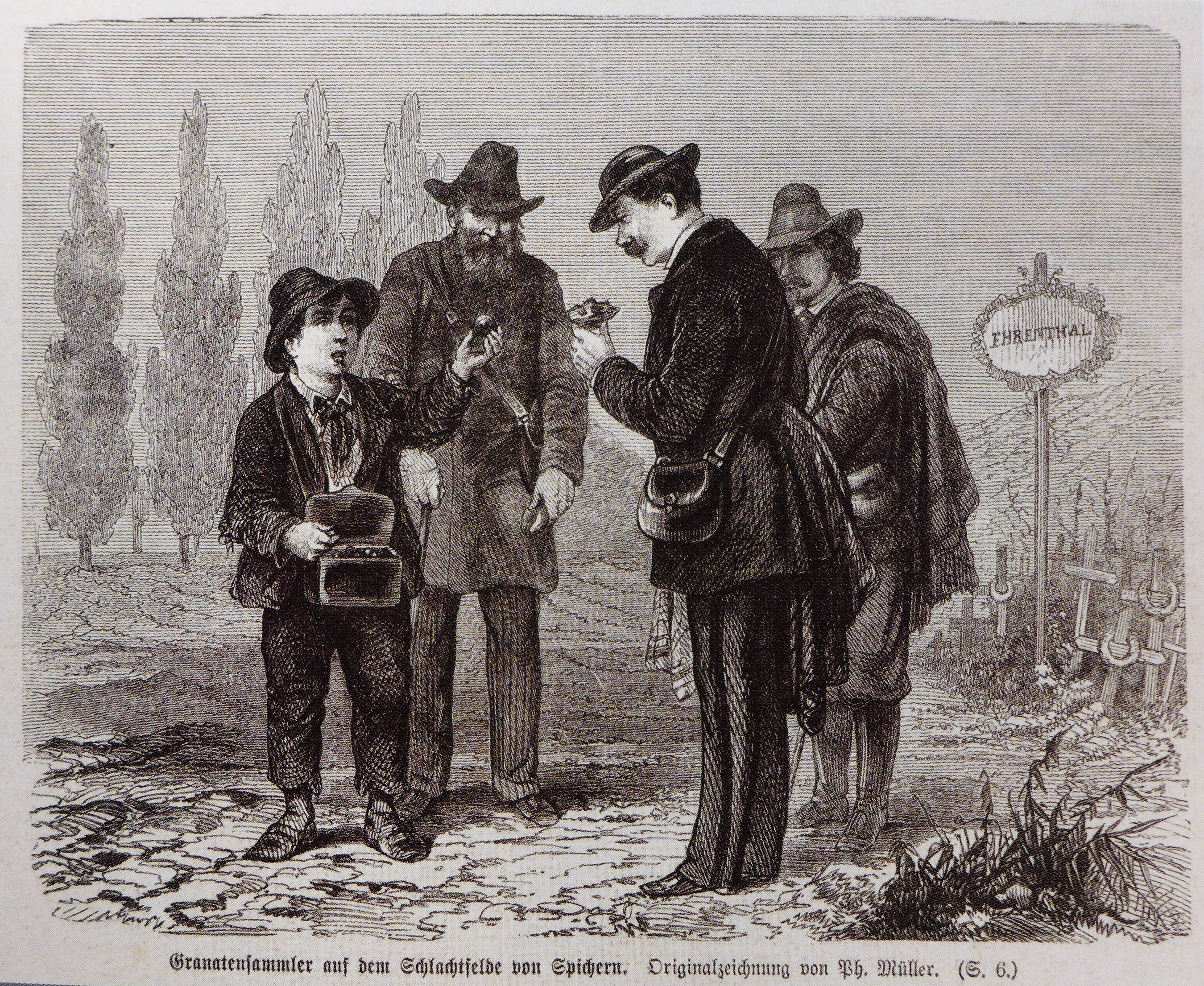
Philipp Müller: „Granatensammler auf dem Schlachtfelde von Spichern“ (Archiv des Wehrgeschichtlichen Museums Rastatt)

Der Mythos Spichern wurde mit Hilfe der Totenehrung lebendig gehalten. Tote, die während der Schlacht eine Rolle gespielt hatten, von denen manche aber erst mehrere Jahrzehnte später gestorben waren, wurden teilweise direkt im Ehrental bestattet. Teilweise wurden sie nach einer Bestattung an anderen Orten dorthin umgebettet. Das Grab von Katharine Weißgerber blieb das einzige Frauengrab. Die Saarbrücker Dienstmagd, nach der Familie ihrer Dienstherren überall nur Schultze Kathrin genannt, wurde damit posthum für ihre Pflege der Verwundeten auf dem Schlachtfeld geehrt, die sie unter Gefahr für das eigene Leben geleistet hatte.
Das Saarbrücker Ehrental und das ehemalige Westwallgelände in seiner Umgebung wurden zwischen den Jahren 1957 und 1960 nach der Entscheidung über die Rückkehr des Saarlandes zur Bundesrepublik gartenarchitektonisch umgestaltet. Diese Gartenschau zeichnete sich als binationale Veranstaltung aus. Im Zeichen der Versöhnung zwischen Deutschland und Frankreich war hier als bleibendes Symbol einer dauerhaften Freundschaft zwischen beiden Staaten eine neue Park- und Freizeitanlage entstanden, die heute Deutsch-Französischer Garten genannt wird. Für die Gestaltung der Gartenschau schrieb das Garten- und Friedhofsamt der Stadt Saarbrücken im Januar 1958 einen Ideenwettbewerb aus. Zum Preisgericht zählten namhafte deutsche und französische Gartenfachleute. Den Vorsitz der deutschen Seite hatte Alwin Seifert (München), den der französischen Seite Gartenarchitekt René Pechère (Brüssel). Den ersten Preis erhielt eine Arbeitsgemeinschaft von Ingenieuren und Architekten aus Saarbrücken und Wiesbaden (Bernhard Grothe, Wolfgang Walter, Wolfgang Mörbel und Helmut Kreuzer). Die offizielle Eröffnung der Deutsch-Französischen Gartenschau fand am 23. April 1960 unter der Schirmherrschaft von Bundeskanzler Konrad Adenauer und des französischen Ministerpräsidenten Michel Debré statt. Die Denkmale des Jahres 1870 im Deutsch-Französischen Garten wurden im Jahr 1960 in den Park als mahnendes Sinnbild für eine friedliche Erinnerung an die Vergangenheit integriert.

## Friedhöfe

Friedhofsanlagen
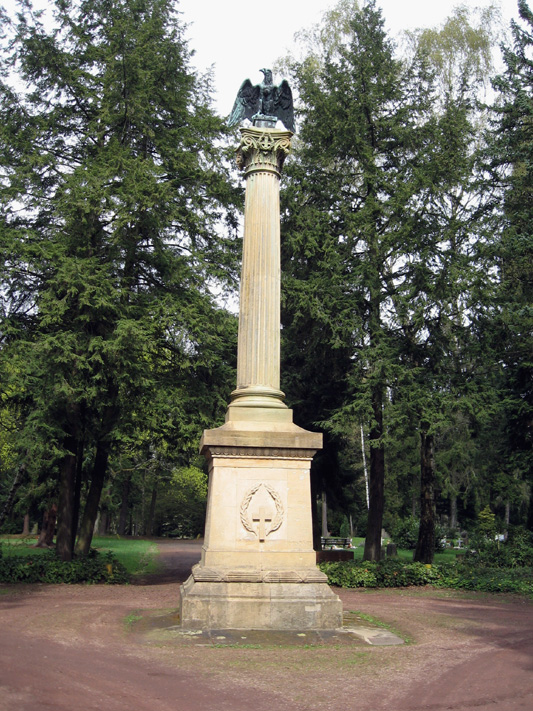
Hauptfriedhof Saarbrücken, Ehrenmal aus dem Jahr 1872 für die in der Schlacht bei Spichern getöteten Soldaten des 2. Hannoverschen Infanterie-Regiments Nr. 77
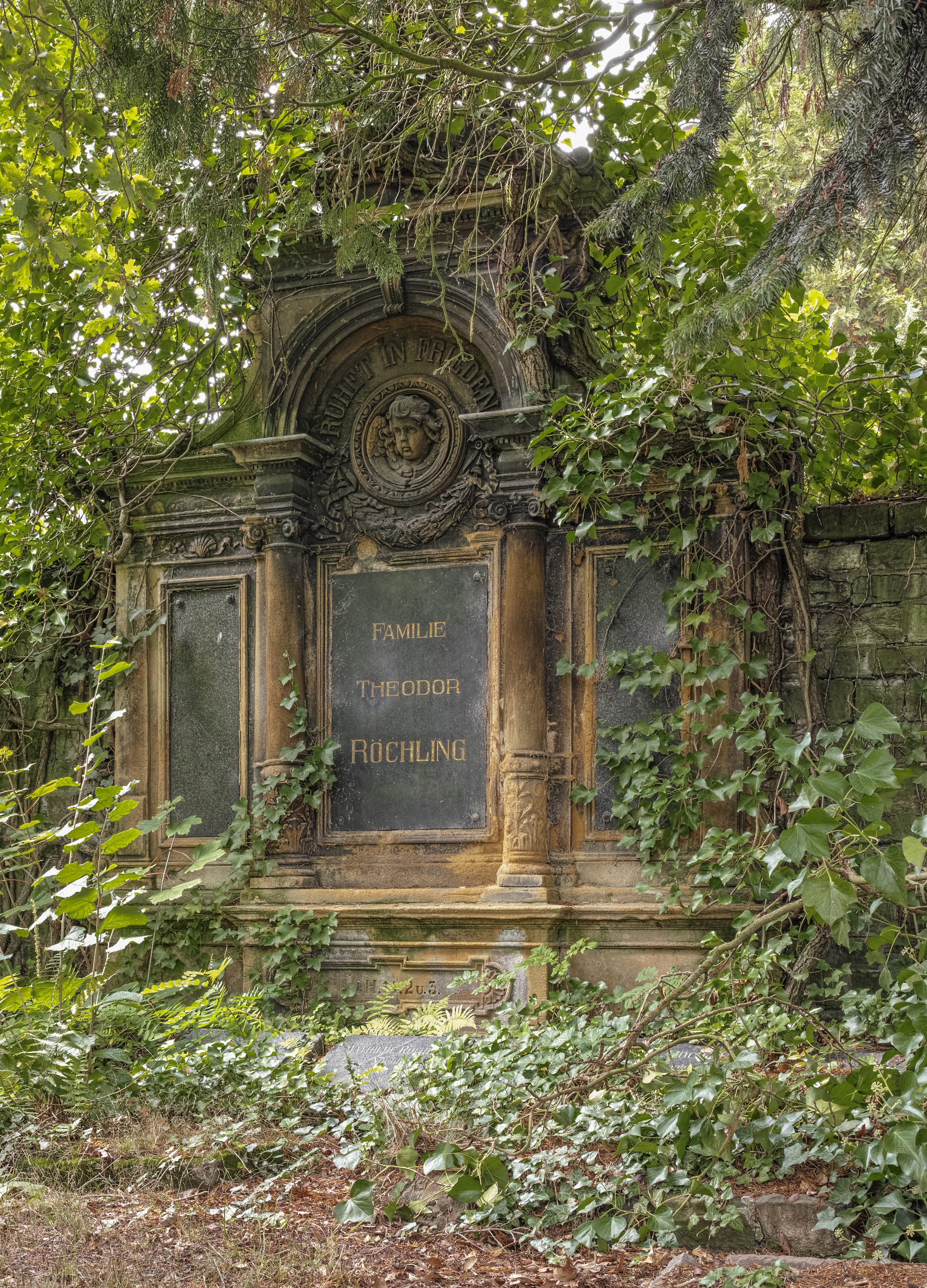
Friedhof Alt-Saarbrücken, Grabanlage Theodor Röchling (1823–1885)
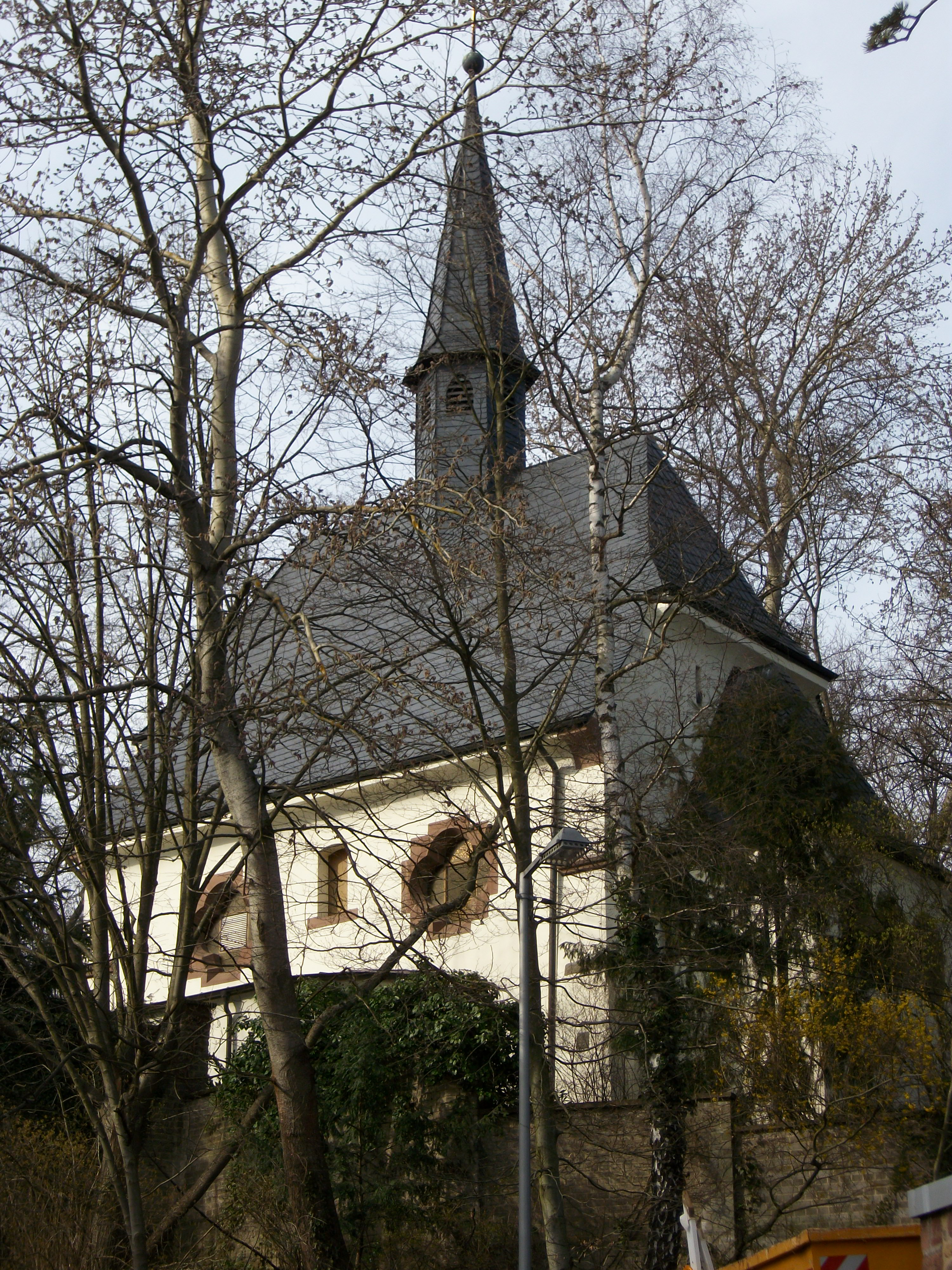
Grabkapelle der Familie Röchling

- Hauptfriedhof Saarbrücken
- Alter Friedhof Alt-Saarbrücken
- Grablege der Familie Röchling, Röchling-Kapelle

## Stadtsagen
Pionier und wesentlicher Sammler saarländischer Sagen war in der ersten Hälfte des 20. Jahrhunderts der Saarbrücker Kunsthistoriker und Volkskundler Karl Lohmeyer. Lohmeyer berichtet zu Alt-Saarbrücken zahlreiche Sagen und Erzählungen mit traditionellen phantastischen Motiven, wie die Erscheinung einer weißen Dame im Saarbrücker Schloss, das Auftauchen von umherspukenden Geistern, angsterregenden Wiedergängern, schlafraubenden Nachtalben und seltsamen Tiererscheinungen sowie die angebliche Existenz von unterirdischen Gängen vom Saarbrücker Schloss zum Stift Sankt Arnual und zum Schloss Philippsborn (Forsthaus Neuhaus). Den Saarbrücker Kindern erzählte man, dass sie der Storch aus dem alten Herrgottsbrunnen in der Obergasse (Schlossstraße) gezogen habe. Das Rauschen des aus dem Brunnen heraussprudelnden Wassers erklärte man den Kindern so, dass dies das Murmeln der sich noch im Brunnenschacht befindlichen ungeborenen Kinder sei.

### Der geizige Bäcker

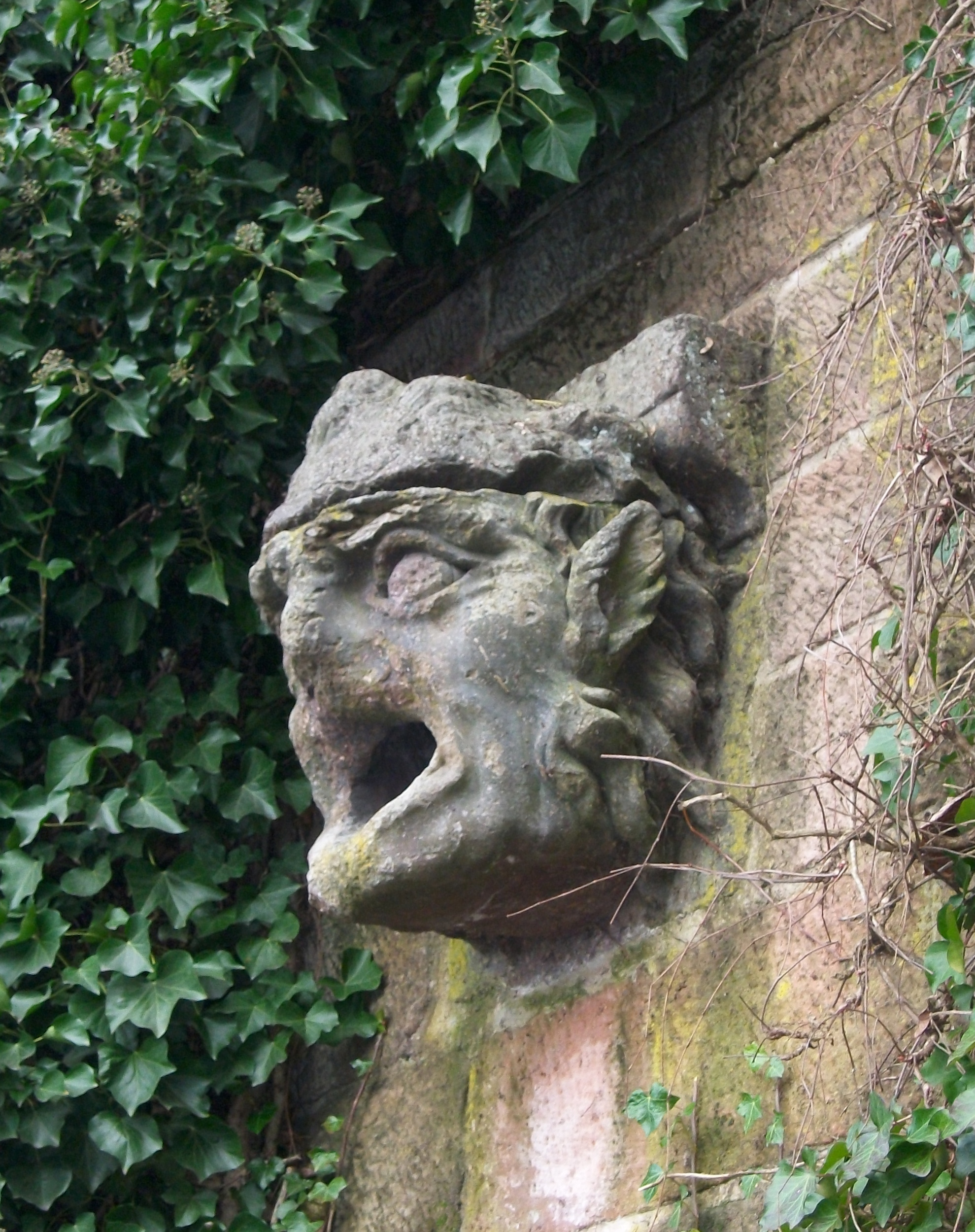
Der geizige Bäcker an der Schlossmauer

Die bekannteste Alt-Saarbrücker Ortssage ist die Geschichte vom geizigen Bäcker.
An der Schlossmauer in Saarbrücken befindet sich die steinerne Fratze eines Wasserspeiers. Die Darstellung eines spitzohrigen Silens entstammt der Architektur des früheren Renaissancebaus des Saarbrücker Schlosses und blieb nach dem Umbau zum Barockschloss ab dem Jahr 1740 als Versatzteil übrig. Der Sage nach soll es sich um die Kopfdarstellung eines reichen, aber geizigen Saarbrücker Bäckers handeln, der die Armen während einer schlimmen Hungersnot schroff zurückwies. Die Saarbrücker Gräfin hörte davon, verkleidete sich als Bettlerin und wurde ebenfalls unbarmherzig abgewiesen. Zur Strafe und Abschreckung veranlasste sie, dass der Kopf des geizigen Bäckers als Schandmaske an der alten Brücke angebracht wurde, wo sie nun zum großen Vergnügen der Saarbrücker Bürger durch den weit geöffneten Mund das Schmutzwasser in die Saar speien musste. Später versetzte man die Fratze an die Schlossmauer.